# إيلون ماسك
إيلون ماسك (ولد في 28 يونيو 1971، بريتوريا، جنوب إفريقيا) هو رجل أعمال كندي، حاصل على الجنسية الأمريكية، وهو مستثمر، ومهندس ومخترع. ومؤسس شركة سبيس إكس ورئيسها التنفيذي، والمصمم الأول فيها. المؤسس المساعد لمصانع تيسلا موتورز ومديرها التنفيذي والمهندس المنتج فيها. كما شارك بتأسيس شركة التداول النقدي الشهيرة باي بال، ورئيس مجلس إدارة شركة سولار سيتي. يطمح ماسك إلى تجسيد فكرة نظام النقل فائق السرعة المسمى بالهايبرلوب.
في ديسمبر 2016، اختارته مجلة فوربس ليكون في المرتبة 21 في قائمة أكثر الرجال نفوذا في العالم. بأكتوبر 2021، قدر صافي ثروته ب 320,9 مليار دولار ليكون أغنى رجل في العالم وأول شخص تتخطى ثروته 300 مليار دولار في التاريخ. وفي العام 2023 سجل صافي ثروة إيلون ماسك أقوى معدل نمو بين أثرياء العالم ، ليستعيد لقب أغنى شخص في العالم من تاجر السلع الفاخرة الفرنسي برنارد أرنو.
ولد إيلون ماسك في مدينة بريتوريا، ووتعلم في جامعتها لمدة قصيرة. تعلم برامج الكمبيوتر ذاتيا وهو ما يزال في سن الثانية عشر، انتقل إلى كندا في سن الثامنة عشر ليكمل تعليمه في جامعة كوينز، لكنه لم يستمر فيها سوى عامين حيث انتقل بعد ذلك إلى جامعة بنسلفانيا ليحصل على شهادة في علوم الاقتصاد من مدرسة وارتون، وشهادة الفيزياء من كلية الآداب والعلوم. في عام 1995 بدأ ماسك رسالة الدكتوراه الخاصة به في الفيزياء التطبيقية وعلوم المواد في جامعة ستانفورد لكنه لم يستمر بكتابة الرسالة لأنه تخلى عن الفكرة بعد يومين ليهتم بمجال ريادة الأعمال.
شارك ماسك في تأسيس شركة زيب 2، شركة لبرمجة المواقع، حصلت عليها شركة كومباك في عام 1999 مقابل مبلغ 340 مليون دولار. أسس ماسك بعد ذلك شركة إكس دوت كوم، وهي شركة دفع عبر الإنترنت. اندمجت لاحقا مع شركة كونفينيتي في عام 2000 لتصبح شركة باي بال المعروفة الآن والتي اشتراها موقع إيباي مقابل مبلغ 1.5 مليار دولار أمريكي في أكتوبر 2002.
في مايو 2002، أسس ماسك شركة سبيس إكس لتصنيع مركبات الفضاء وإطلاق البعث الفضائية، يشغل بها منصب المدير التنفيذي والمصمم الرئيسي. كما شارك في عام 2003 في تأسيس شركة تيسلا موتورز، لصناعة المركبات الكهربائية وصناعة الأنظمة الشمسية، ليشغل فيها منصب المدير التنفيذي أيضا والمهندس المنتج. مع حلول عام 2006، استلهم فكرة إنشاء مصنع سولار سيتي، كشركة لتوفير خدمات الطاقة الشمسية والتابعة حاليا لمجموعة شركات تيسلا موتورز شاغلا فيها منصب رئيس مجلس الإدارة. في عام 2015، ساعد ماسك في تأسيس أوبن أيه آي، وهي شركة أبحاث غير ربحية تهدف إلى تطوير الذكاء الاصطناعي، وشغل فيها منصب المدير المساعد. كما ساهم في تأسيس شركة نيورالينك، شركة متخصصة في مجال التكنولوجيا العصبية تركز على تطوير سبل إتصال الدماغ البشري مع الحاسوب (حاسوب العقل الوسيط)، ليشغل في عام 2016 منصب المدير التنفيذي. في أواخر نفس العام أسس ماسك شركة أنفاق وبنية تحتية أسمها ذا بورنج كمباني أو بالعربيّة الشركة المملة في محاولة منه للتخلص من الازدحام المروري في لوس أنجلوس.
بحلول أكتوبر 2017، قدرت صافي ثروة ماسك بحوالي 20.8 مليار دولار أمريكي حاصلا على المركز 21 في مجلة فوربس في قائمة أثرى 400 شخص في الولايات المتحدة. في مارس 2016، جاء في المركز الثمانين في قائمة أغنى رجال العالم. في ديسمبر 2016، وضعته مجلة فوربس في المركز الحادي والعشرين في قائمة أكثر الناس نفوذا. صرح ماسك أن أهداف شركاته كشركة سولار سيتي، تيسلا موتورز، وسبيس إكس تخدم رؤيته في تغيير العالم والبشرية. من بين تلك الأهداف تقليل الاحتباس الحراري عن طريق إيجاد طرق جديدة ونظيفة وغير مكلفة لتوليد الطاقة ونقلها وتوزيعها على المنازل والمحطات، وحماية الإنسان من خطر الانقراض بإنشاء مستعمرات بشرية على سطح المريخ. عشق ماسك تطوير المحركات حيث طوّر نظام نقل يعرف بالدورة السريعة أو الهايبرلوب، وقدّمها لتعمل في الطائرات السريعة التي تستخدم مروحة كهربية والتي أصبحت تعرف باسم طائرة ماسك الكهربائية.
في 25 أبريل 2022، وافق مجلس إدارة تويتر على عرض إيلون ماسك الاستحواذ على المنصة في صفقة قيمتها 44 مليار دولار أمريكي.
في ديسمبر 2024، قُدرت صافي ثروة إيلون ماسك بـ 334 مليار دولار أمريكي، ليظل أغنى شخص في العالم وفقًا لتصنيف "بلومبرغ" لمليارديرات العالم. زادت ثروته بمقدار 105 مليارات دولار منذ بداية العام، بفضل ارتفاع قيمة أسهمه في شركة تسلا، التي يمتلك منها حوالي 15%، بالإضافة إلى استثماراته الكبيرة في شركة "سبيس إكس"، التي تُقدر قيمتها السوقية بـ 255 مليار دولار.
وايضا بنفس الشهر في ديسمبر 2024، قُدرت ثروة إيلون ماسك بحوالي 442 مليار دولار، مما يجعله أغنى شخص في العالم وفقًا لمؤشر بلومبرغ للمليارديرات. ارتفعت ثروته بشكل ملحوظ نتيجة زيادة قيمة أسهم شركة تسلا بنسبة 70% خلال العام، بالإضافة إلى بيع حصص داخلية في شركة "سبيس إكس"، التي تُقدر قيمتها السوقية بـ 350 مليار دولار، حيث يمتلك ماسك 42% من الشركة.
شهد العام 2024 تطورًا سياسيًا في مسيرة ماسك، حيث(سيتم) تعيينه وزيرًا مشاركًا في وزارة الكفاءة الحكومية الجديدة، التي أسسها الرئيس المنتخب دونالد ترامب. بعد إعادة انتخابه. يُعتقد أن ماسك دعم مالياً حملة ترامب، حيث تبرع بـ 118 مليون دولار، وتعزيز سياسات مواتية للصناعات التكنولوجية والطاقة النظيفة، ساهم في زيادة ثروته بشكل كبير. كما أضافت هذه الخطوة السياسية نفوذًا جديدًا لماسك، مما عزز قيمته الاستثمارية في مشاريعه المتعددة، بما في ذلك تسلا و"سبيس إكس" و"xAI". في 24 فبراير 2025، جدد الملياردير الأمريكي إيلون ماسك تهديده بطرد الموظفين الفيدراليين إذا لم يمتثلوا لمطالبه بتوضيح ما أنجزوه من مهام خلال الأسبوع الماضي. جاء ذلك بعد أن منحهم "فرصة ثانية" للرد على رسالة بريد إلكتروني أُرسلت إلى جميع العاملين في أجهزة الحكومة.

## السيرة الذاتية

### الطفولة المبكرة

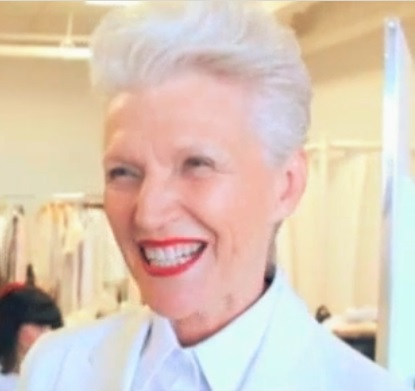
ماي ماسك والدة إيلون في جلسة تصوير لمجلة إل، عام 2012

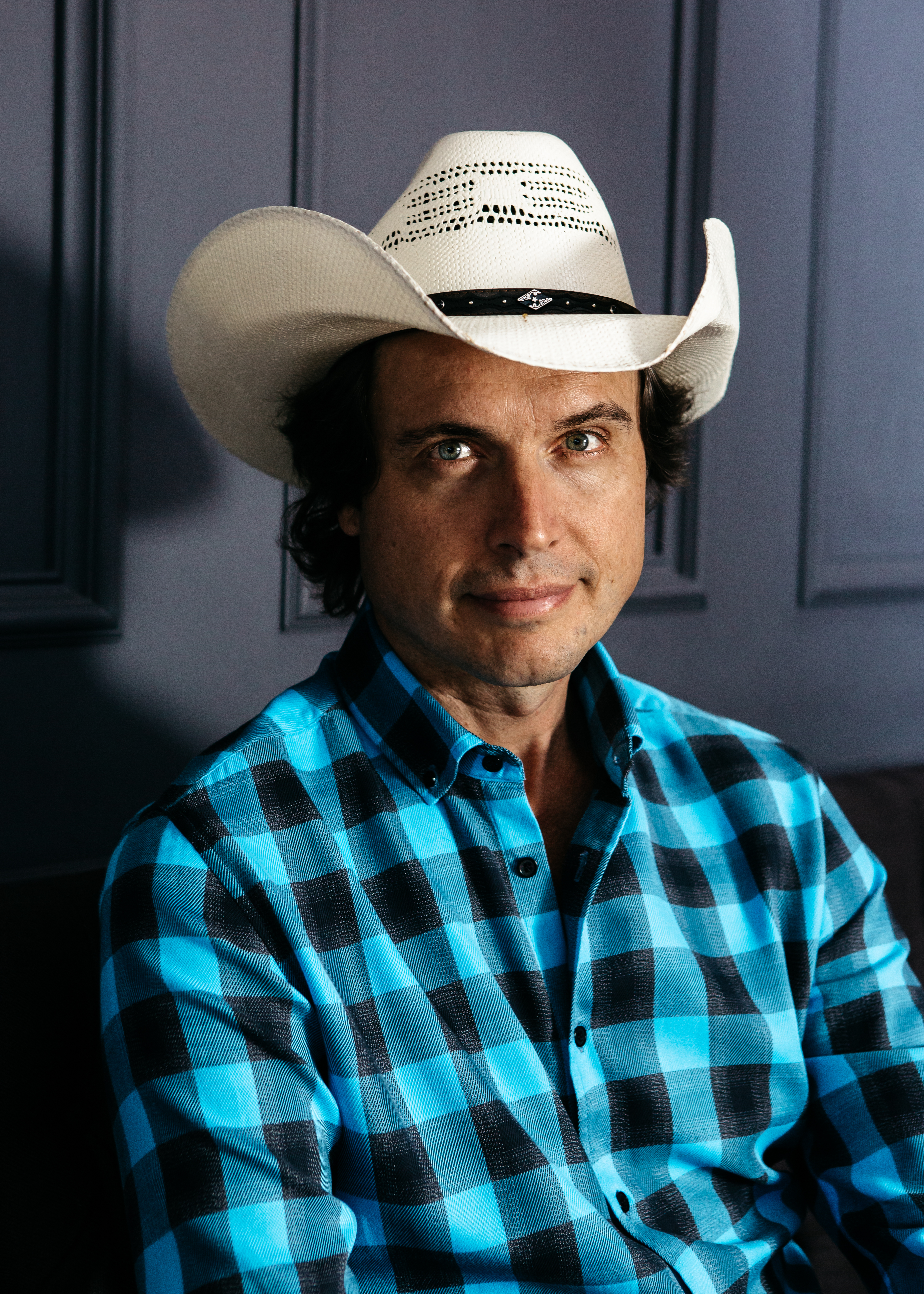
كيمبال ماسك أخو ايلون

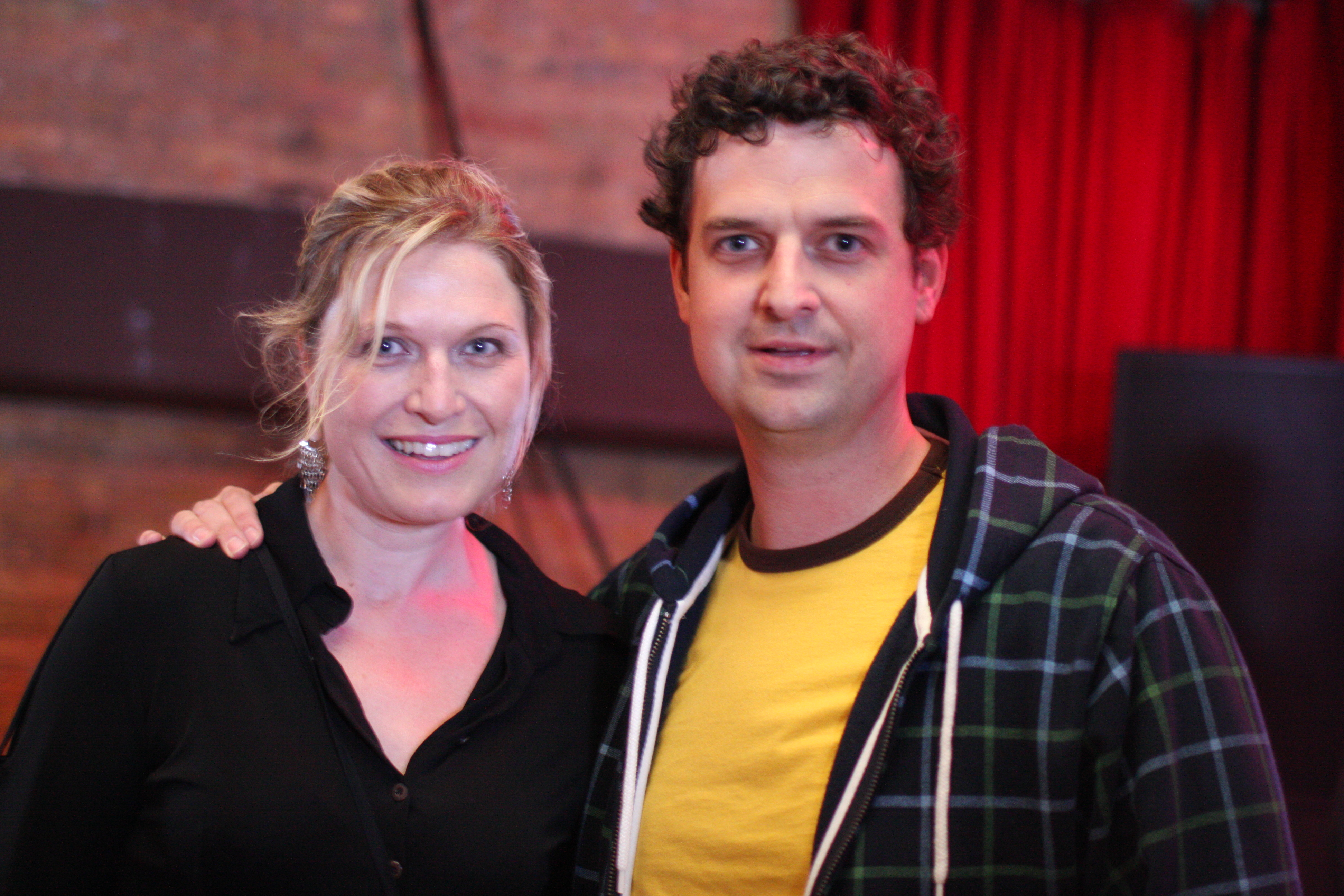
توسكا ماسك أخت إيلون مع الكوميدي الكندي جيف ماكفرسون

ولد ماسك في 28 يونيو 1971 في بريتوريا، ترانسفال، جنوب أفريقيا، إبنا لماي ماسك (هالدي مان قبل ذلك)، عارض وأخصائية تغذية من ريجينا، ساسكاتشوان، كندا، وإيرول ماسك، مهندس كهروميكانيكا جنوب أفريقي، طيار وبحار. لدى إيلون أخ أصغر منه يدعى كيمبال (ولد في عام 1972)، وأخت صغرى تدعى توسكا (ولدت في عام 1974). كانت جدته من ناحية الأب بريطانية، ولديه أصل بنسلفاني هولندي. أما جده من ناحية الأم فكانت أمريكية من مينيسوتا. بعد طلاق والديه في عام 1980، عاش ماسك أغلب الأوقات مع والده في ضواحي بريتوريا. عانى ماسك من مشاكل عديدة مع والده، لدى ماسك أخ غير شقيق.
يهوى ماسك القراءة منذ نعومة أظافره. وعند بلوغه العاشرة، نمى ماسك اهتمامه بالحوسبة باستخدام حاسب آلي منزلي 8-بت. تعلم عليه البرمجة ذاتيا وبدون مساعدة من أحد وهو مازال في سن الثانية عشر، وباع كود بلغة البيسك خاص بلعبة فيديو صنعها تدعى بلاستار لمجلة تسمى بي سي ومكتب التكنولوجيا مقابل 500 دولار تقريبا. توجد نسخه تجريبية متاحه للعبته على صفحات الإنترنت. اعتاد ماسك في طفولته على قراءة سلسلة أعداد إسحق عظيموف والتي استخرج منها أهم المبادئ التي يسير عليها حتى الآن وهي:
«عليك اتخاذ العديد من الإجراءات والأفعال التي من شأنها أن تطيل الحضارة، تقليل احتمالية حدوث عصر مظلم آخر أو تقليل مدته إذا وجد.»
تعرض ماسك لحالات عديدة من التنمر والمضايقات، ونُقِّل مرة إلى مستشفى عندما قامت مجموعة من الأطفال برميه من على السلالم في شجار بينهم. لم ينتهي الأمر على هذا الحد حيث قامت المجموعة بضربه على الأرض حتى فقد وعيه.
التحق ماسك بمدرسة خاصة للتعليم الإعدادي، مدرسة واتركلوف الإعدادية، وهي مدرسة تعلم المحادثات باللغة الإنجليزية. تخرج ماسك من مدرسة بريتوريا للثانوية بنين وانتقل إلى كندا في يونيو 1989 قبل أن يتم عامه الثامن عشر، بعد حصوله على الجنسية الكندية بمساعده والدته الكندية.

### التعليم
عندما بلغ ماسك سن السابعة عشر قُبِّل في جامعة كوينز في كينغستون، أونتاريو. ومع حلول عام 1992، أي بعد قضاء عامين في الجامعة، انتقل ماسك للدراسة في جامعة بنسيلفانيا، والتي حصل فيها على درجة بكالوريوس في علوم الفيزياء من كلية الفن والعلوم، وبكالوريوس في علوم الاقتصاد من مدرسة وارتون للأعمال التابعة لها. قضى ماسك عام إضافي ليكمل درجة البكارليوس الثانية.
في جامعة بنسيلفانيا، قام كلا من ماسك وزميل دراسته بين أدو ريسي بتحويل 10 غرف نوم من غرف الجامعة إلى نادي ليلي غير رسمي.
في عام 1995، وفي عمر 24، انتقل ماسك إلى كاليفورنيا ليبدأ في رسالة دكتوراه في الفيزياء وخواص المواد في جامعة ستانفورد، ولكنه ترك الرسالة بعد يومين ليتفرغ لاهتماماته وتنفيذ أفكاره لتطوير الإنترنت وتوفير الطاقة المتجددة اللازمة لسفن الفضاء. في عام 2002، حصل ماسك على الجنسية الأمريكية.

## الحياة العملية

### زيب 2
في عام 1995، أنشا كلا من ماسك وأخيه كيمبال شركة زيب 2، شركة برمجة مواقع إنترنت، بمال مستثمر من قبل مجموعة صغيرة من المستثمرين الملاك. تهدف الشركة إلى تسويق وإدارة دليل للصحف المحلية. فمع حصول ماسك على عقود مع صحيفة نيويورك تايمز وشيكاغو تريبيون، ونجح في إقناع مجلس الإدارة بالتخلي عن خطتهم بالاندماج مع سيتي سيرش. أراد ماسك أن يصبح المدير التنفيذي للشركة، لكن لم يوافق أحد من أعضاء مجلس الإدارة على ذلك.
في فبراير عام 1999، اشترت شركة كومباك شركة زيب 2 مقابل 307 مليون دولار نقدًا و34 مليون دولار في صورة أسهم. بلغ نصيب ماسك من بيع الشركة حوالي 22 مليون دولار لحصته في الشركة البالغة 7%.

### إكس دوت كوم وباي بال
في مارس عام 1999 شارك ماسك في تأسيس شركة إكس دوت كوم، هي شركة مالية تتيح للمستخدم خدمات الدفع عبر الإنترنت، بمبلغ 10 مليون دولار نصيبه من بيع شركة زيب 2. بعد عام واحد من التأسيس، اندمجت الشركة مع شركة كونفينيتي والتي كان لديها بالفعل خدمة تحويل الأموال تسمى باي بال. ركزت الشركة بعد اندماجها على هذه الخدمة، حتى أُطلق على الشركة اسم باي بال في عام 2001. صاحب الإعلان عن الشركة الجديدة حملة تسويق فيروسي كبيرة لتنجح الشركة في كسب الكثير من العملاء الجدد.
في أكتوبر عام 2000، قام مجلس الإدارة بإعفاء ماسك من منصبه كمدير تنفيذي للشركة (مع البقاء عليه كعضو مجلس إدارة) نتيجة خلافاته العديدة مع مجلس إدارة الشركة، لعل من أهمها هي رغبته في نقل نظام الشركة من يونكس إلى مايكروسوفت ويندوز. في أكتوبر عام 2002، قامت شركة إيباي بشراء باي بال بملغ 1.5 مليار دولار. بلغ نصيب ماسك من بيع الشركة 165 مليون دولار، نتيجة لكونه المساهم الأكبر في شركة باي بال بأسهم وصلت إلى 11.7% من أسهم الشركة.
في يوليو 2017، اشترى ماسك نطاق إكس.كوم من باي بال بمبلغ لم يُعْلَّن عنه. برر ماسك سبب إتمامه الصفقة أن للنطاق قيمة عاطفية كبيرة لديه.

### سبيس إكس

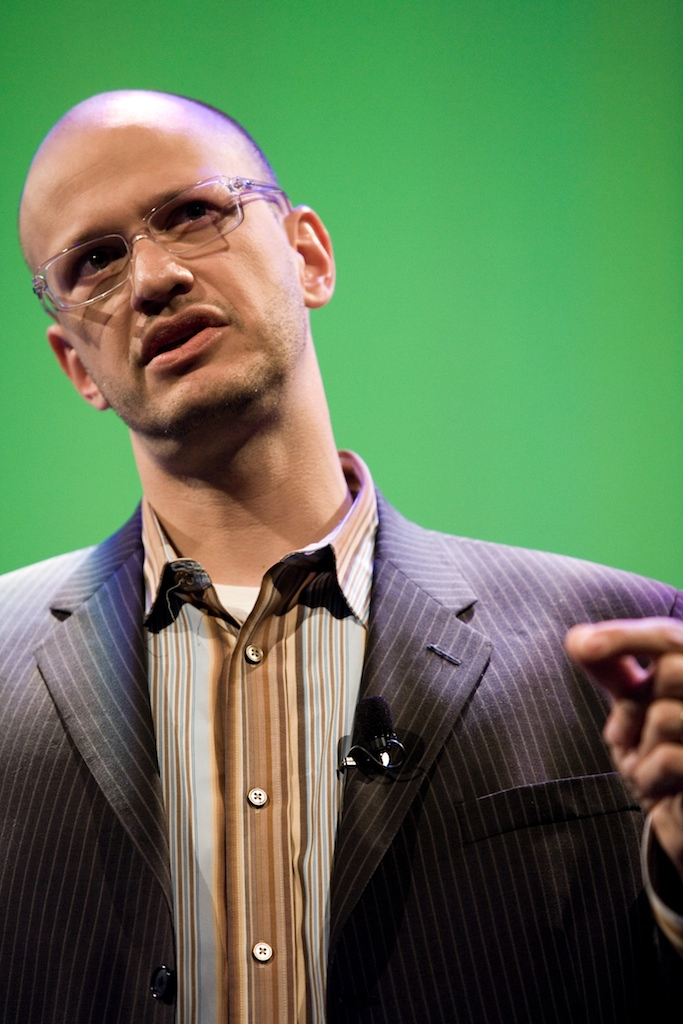
إيدو ريسي في عام 2008

في عام 2001، أطلق ماسك مصطلح «واحات المريخ» مشروع يهدف إلى بناء صوب زراعية تجريبية لزراعة المحاصيل على سطح المريخ بالاعتماد على تسميد الحطام الصخري، في محاولة منه لتعمير الفضاء والبدء في تمهيد العيش على أسطح الكواكب الأخرى. في أكتوبر 2001، سافر ماسك إلى موسكو مع جيك كانتريل (مطور سفن فضائي)، وإيدو ريسي (صديقه المقرب من الكلية)، لشراء صاروخ باليستي عابر للقارات والتي من خلالها يستطيع إرسال الحمولات المتوقعة إلى الفضاء. تقابلت المجموعة بقيادة ماسك مع العديد من الشركات الكبرى مثل شركة الفضاء الدولية كوسموتراس الروسية وشركة "OKB-301"، ومع ذلك، طبقا لكانتريل، تمت رؤية ماسك على أنه مبتدئ وكان دائم الشجار مع المصممين الروسيين الرئيسيين، لتعود المجموعة إلى الولايات المتحدة خالية الوفاض.
في فبراير 2002، عاد الفريق مرة أخرى إلى روسيا للبحث عن ثلاث صواريخ باليستية عابرة القارات جاء بهم مايك جريفن. عمل جريفن فيما سبق لدى وكالة المخابرات المركزية، بالإضافة إلى عمله في مختبر الدفع النفاث لدى ناسا، بعد وقت قصير جدا من مغادرته معمل أوربيتال ساينسيز، مصنع لصناعة الأقمار الصناعية والسفن الفضائية. تقابل الفريق الثلاثي مرة أخرى مع شركة الفضاء الدولية كوسموتراس، حيث عرضت الشركة الصاروخ الواحد مقابل 8 مليون دولار أمريكي، الأمر الذي رآه ماسك استغلالا وباهظ الثمن؛ انسحب ماسك بعد هذا العرض من الاجتماعات. ليعود إلى الولايات المتحدة جوا.
في طريق العودة من موسكو؛ فكر ماسك في إمكانية بناء شركة تستطيع بناء صواريخ بأسعار غير مكلفة. وفقا لواحد من أوائل المستثمرين في شركة تيسلا موتورز وسبيس إكس ستيف جيرفيتسون، أدرك ماسك أن المواد الخام التي تستخدم في بناء الصاروخ ما هي إلا 3% فقط من سعر الصاروخ. وأثبت أنه من الناحية النظرية وباستخدام التكامل الرأسي، فإن شركة سبيس إكس تستطيع أن تخفض السعر بعامل 0.1% مع تمتعها بحوالي 70 من هامش الربح الإجمالي. في نهاية المطاف، استطاع ماسك تأسيس شركة سبيس إكس مع حلم بخلق رحلات فضائية وتوفير بيئة مناسبة يستطيع من خلالها الإنسان العيش في الفضاء.

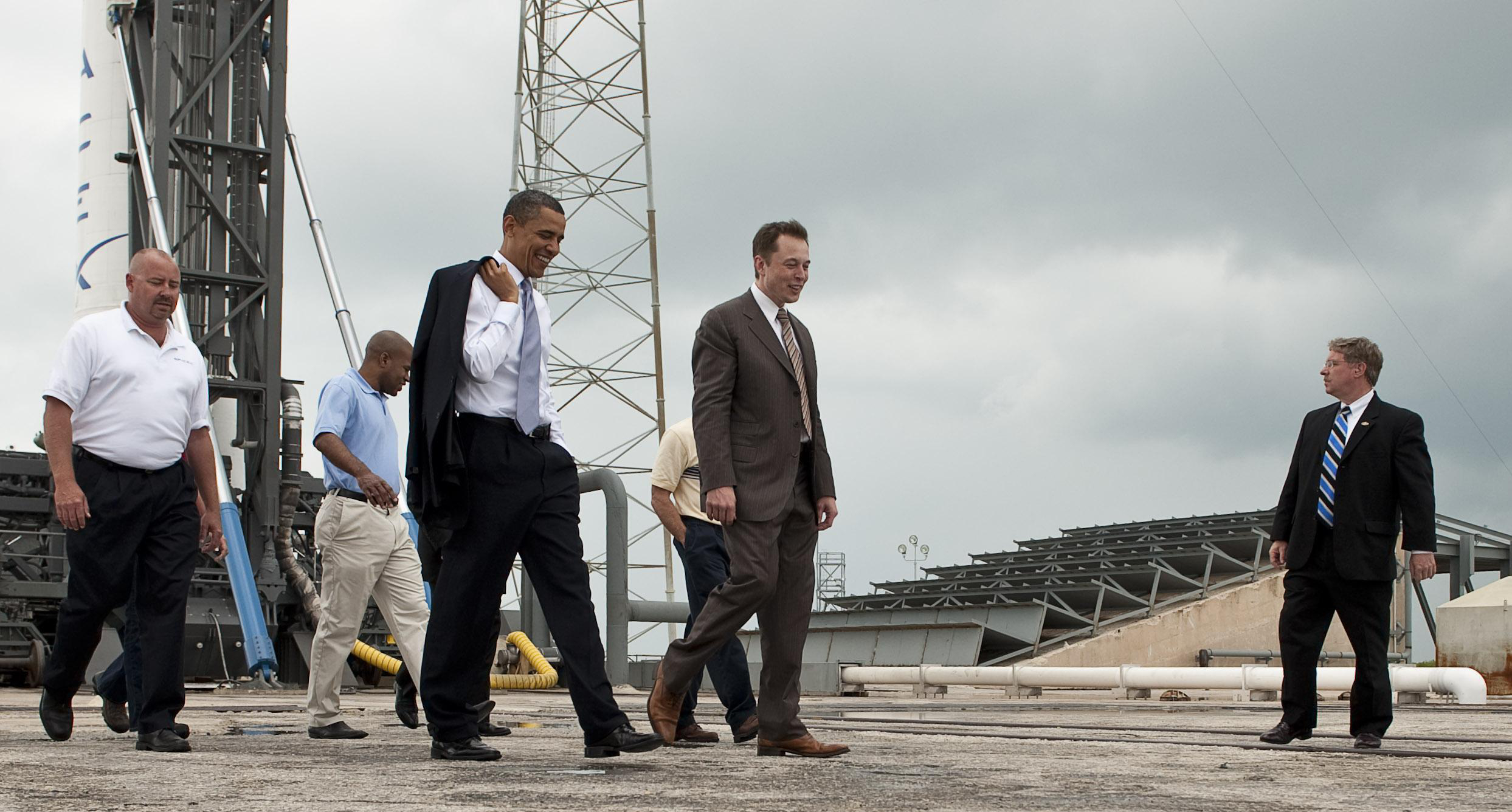
ماسك والرئيس الأمريكي السابق باراك أوباما يقومون بجولة في محل إطلاق صاروخ فالكون 9 في عام 2010

مع مبلغ 100 مليون دولار من ثروته الأولية، أسس ماسك شركة لتكنولوجيا واستكشاف الفضاء تدعى سبيس إكس، في شهر مايو عام 2002. ليكون هو المدير التنفيذي ("CEO") ومدير التكنولوجيا التنفيذي ("CTO") في هاوثورني، كاليفورنيا حيث يقع مقر الشركة. تهدف الشركة إلى تطوير وتصنيع سفن الفضاء مع التركيز على أن يُحَافَظُ على جسم الصاروخ سليما بعد رحله العودة. كان أول صاروخين حاملين أطلقتهم الشركة هم فالكون 1 وفالكون 9 (في إشارة منهم إلى سلسله أفلام حرب النجوم ميلينيم فالكون)، بينما كانت أول سفينة فضائية هي سبيس إكس دراجون (في إشارة منهم إلى التنانين السحرية). في غضون سبعة أعوام، كانت سبيس إكس قد صممت عائلة صواريخ فالكون وسفن دراجون الفضائية. في شهر سبتمبر عام 2008، أصبح صاروخ فالكون 1 من صنع شركة سبيس إكس هو أول صاروخ خاص يعمل بوقود سائل يضع قمر صناعي على مدار الأرض. في 25 مايو 2012، دخلت سفينة دراجون التاريخ حيث التحمت مع محطة الفضاء الدولية جاعلة شركة سبيس إكس هي أول شركة تجارية تصنع سفينة ترتبط بمحطة الفضاء الدولية.
في عام 2006، حصلت شركة سبيس إكس على توكيل من ناسا للانتهاء من تطوير واختبار صاروخ فالكون 9 من صنع سبيس إكس وسفينة الفضاء سبيس إكس دراجون لنقل حمولة إلى محطة الفضاء الدولية. في 23 ديسمبر عام 2008، دفعت وكالة ناسا مبلغ 1.6 مليار دولار لتمويل 12 رحلة على متن صاروخ فالكون 9 وسفينة الفضاء دراجون ذاهبا إلى محطة الفضاء الدولية بعد استبدال مكوك الفضاء الخاص بالحكومة الفيدرالية للولايات المتحدة في عام 2011. أصبح انتقال رائد الفضاء إلى محطة الفضاء الدولية أمرا في متناول اليد بفضل شركتين تتعاونان مع وكالة ناسا، سبيس إكس واحدة منهم.

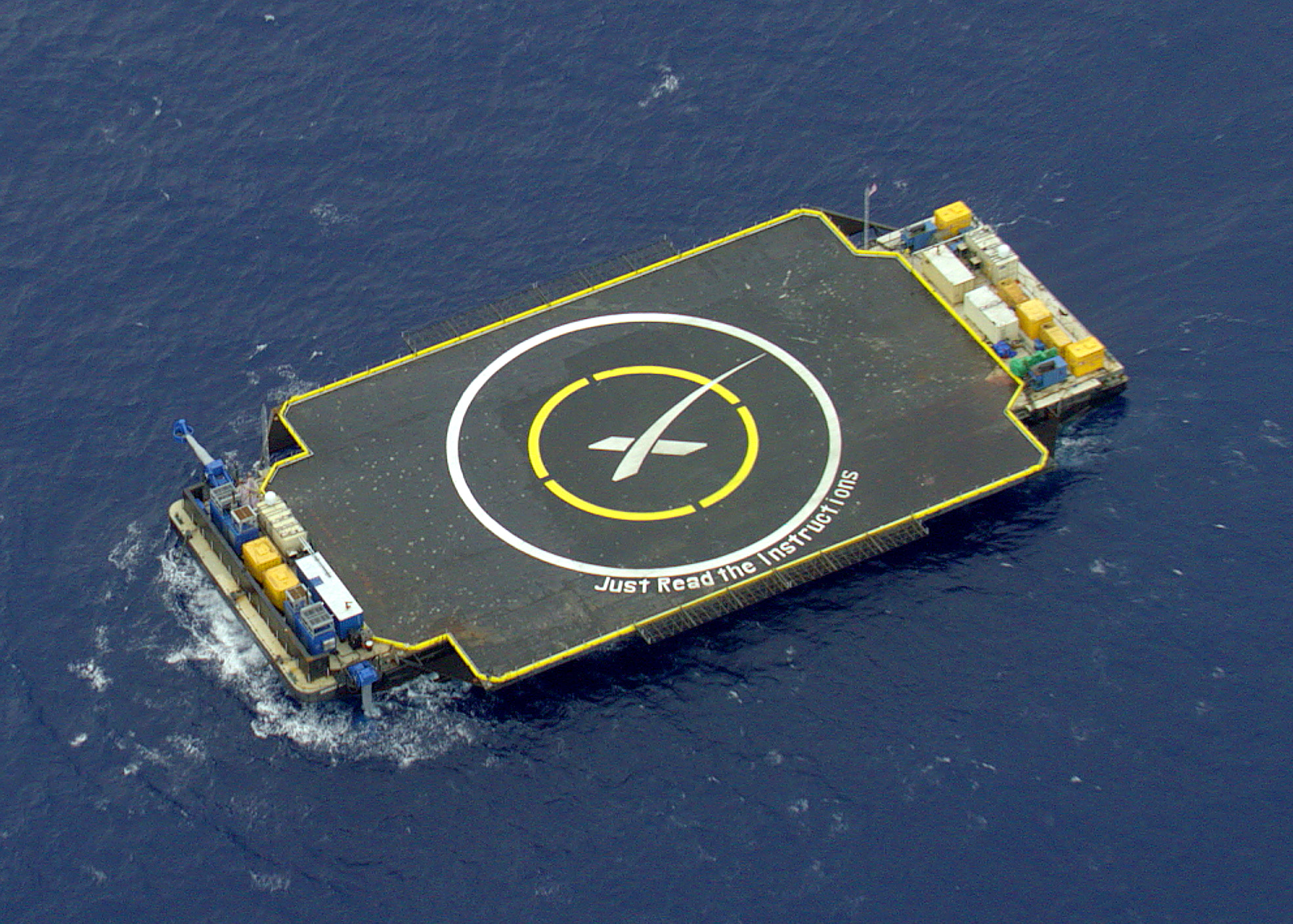
منصة الصواريخ البحرية بالتأكيد ما زلت أحبك

في 22 ديسمبر 2015، نجحت سبيس إكس في إعادة المرحلة الأولى من صواريخ فالكون إلى منصة الإطلاق. كانت هذه هي المرة الأولى في التاريخ التي يتم فيها عودة أول صاروخ مداري سليم نسبيا مما يقلل من تكاليف الوصول إلى الفضاء. كُرِّرَت هذه العملية عدة مرات في عام 2016 باستخدام طيارة فضائية بدون طيار على منصة الصواريخ البحرية بالتأكيد ما زلت أحبك في المحيط.

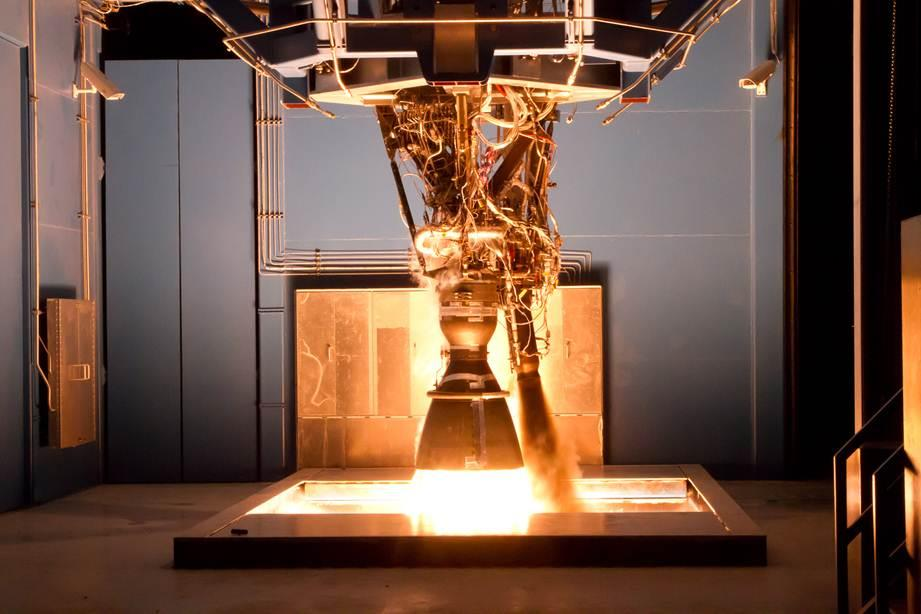
اختبار إطلاق صاروخ مرلين ون دي في إحدى مختبرات سبيس إكس

بحلول نهاية عام 2017، استطاعت سبيس إكس الهبوط واستعادة المرحلة الأولى لستة عشر (16) بعثة متتالية، شملت ذلك 14 بعثة لصاروخ فالكون 9 من أصل 42 بعثة المرسلة عام 2017-2018. حطمت شركة سبيس إكس في ذلك العام (2017) الرقم القياسي الخاص بها في عدد البعثات الناجحة فنجحت في إطلاق 18 بعثة أي ضعف البعثات الناجحة المرسلة في العام السابق لصاروخ فالكون 8.
في فبراير 2018، أطلقت سبيس إكس صاروخ فالكون الثقيل بنجاح، الصاروخ الحاصل على المركز الرابع من حيث القدرة على مر التاريخ (يأتي الصاروخ بعد صاروخ ساتورن 5، إنرجيا وإن ون) والصاروخ الأقوى ضمن جميع الصواريخ المنطلقة عام 2018. كانت البعثة الافتتاحية والتي سميت بتسلا رودستر تحمل حمولة وهمية.
تعتبر شركة سبيس إكس هي أكبر شركة خاصة منتجة لمحركات الصواريخ في العالم، وتحمل السجل الأعلى في نسبة «تعادل وزن محرك الصاروخ». أنتجت الشركة ما يزيد عن 100 محرك مرلين ون دي، والذي يعتبر أقوى محرك في العالم بالنسبة لوزنه. القوة الهائلة النسبية بالنسبة للوزن تسمح لكل محرك ميرلين واحد دي أن يرفع وزن 40 سيارة عائلية متوسطة الحجم. في تركيبه، يمكن تركيب 9 محركات ميرلين في المرحلة الأولى من صاروخ فالكون 9 يُنْتَج في أي مكان بميزانية تتراوح من 5.8 إلى 6.7 مليون (1.3 إلى 1.5 مليون دولار) اعتمادا على الارتفاع.
تأثر ماسك من سلسلة منشورات إسحاق عظيموف التي تعتبر استكشاف الفضاء خطوة هامة في الحفاظ على وعي الحياة البشرية وتوسيعها. كما صرح ماسك أن الحياة على كواكب عديدة يمكن تساعد على حماية الإنسان ضد التهديدات التي تواجه الجنس البشري.
«إن كويكب أو بركان عظيم يمكن أن يدمرنا، حتى يمكن القول بإننا نواجه مخاطر لم تسبق للديناصورات أن تواجهها: فيروسات هندسية، إنشاء غير متعمد لثقوب سوداء دقيقة، احتباس حراري عالمي أو حتى أي تكنولوجيا لم يتم العمل بها بعد. لقد تطور البشر على مدى ملايين السنين، ولكن في السنوات الستين السابقة، خلقنا الأسلحة الذرية وأعطيناها القدرة على القضاء علينا. عاجلا أو أجلا، يجب علينا أن نوسع الحياة خارج هذه الكرة الخضراء والزرقاء هذا وإلا فإننا سننقرض.»
يهدف ماسك إلى تقليل تكلفة رحلات الإنسان إلى الفضاء إلى 0.1 من ثمنها الحالي. في لقاء له عام 2011، صرح بأنه يأمل في إرسال البشر إلى المريخ في غضون 10-20 عامًا. في سيرة أشلي فانس، صرح ماسك أنه يريد إنشاء مستعمرة على سطح المريخ بحلول عام 2040، يبلغ عدد سكانها 80,000 إنسان. كما صرح بأنه نظرا لافتقاد الغلاف الجوي للأكسجين، فإن كل وسائل النقل ستعمل بالكهرباء (سيارات كهربائية، قطارات كهربائية، طائرات كهربائية). تنوي الشركة إرسال سفينة الفضاء دراجون على صاروخ فالكون في عام 2018 إلى الأراضي الناعمة على المريخ، لتصبح بذلك أول بعثة تهدف إلى استعمار المريخ. صرح ماسك في يونيو 2006 أن أول رحلة بدون طيار للمركبة الفضائية المستعمرة المريخ (MCT) ستصل إلى الكوكب الأحمر في عام 2022، لتلحق بها بعد ذلك أول رحلة مأهولة في عام 2024. في سبتمبر 2006، كشف إيلون ماسك الحجاب عن تفاصيل خطته في استكشاف واستعمار المريخ. بحلول عام 2016، وصلت نسبة حصص ثقته في الشركة حوالي 54% أي ما يعادل 78% من أسهم التصويت.
في أواخر عام 2017، كشفت شركة سبيس إكس النقاب عن تصميم الجيل الجديد من الصواريخ، مركبات الفضاء وأنظمتها -مثل نظام بي اف ار- والذي سَيُسْتَخْدَم في جميع البعثات خارج الكرة الأرضية سواء المستهدفة للمدار الأرضي، المدار القمري، بعثات الكواكب أو حتى داخل الكرة الأرضية كنقل الركاب بسرعة عبر القارات.
بذلك تكون الشركة قد وجدت بديلا أفضل لكل من صاروخ فالكون 9، فالكون الثقيل وجميع مركبات دراجون بداية من عام 2020.
يبلغ قطر نظام بي اف ار 9 متر (30 متر). بدأ التطوير الملحوظ على جسم المركبات في عام 2017، في حين قد بدأ تطوير محرك الصاروخ الجديد في عام 2012.
في يناير 2024، أعلنت سبيس إكس عن إطلاقها ستة أقمار صناعية "ستارلينك" لخدمة الهاتف المحمول، بهدف توفير الاتصال بالمناطق النائية.

### تيسلا

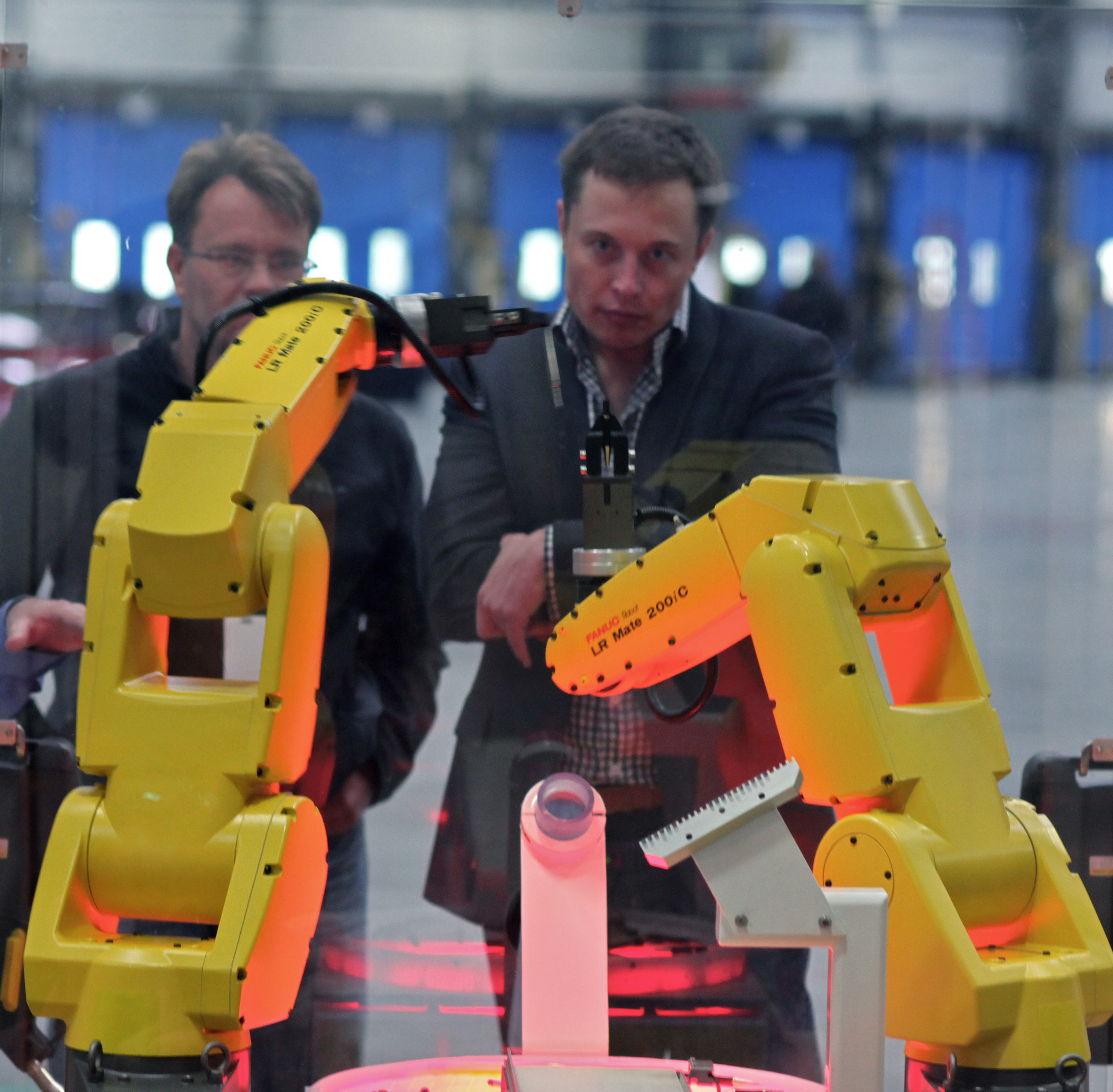
ماسك يراقب صناعة إحدى الربوتات في مصنع تيسلا، فريمونت، كاليفورنيا، في عام 2010

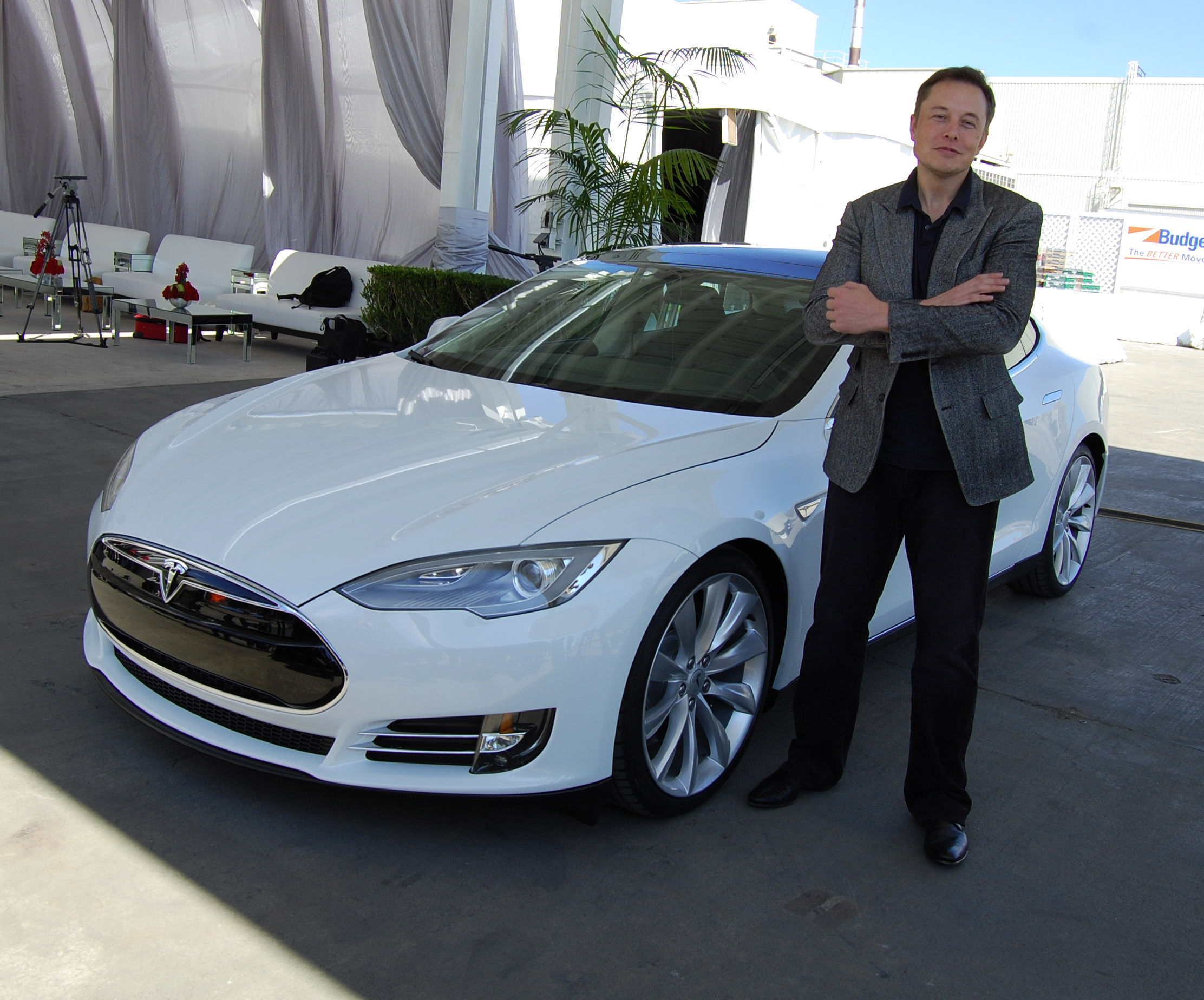
إيلون ماسك بجوار سيارة تيسلا طراز إس، في عام 2011

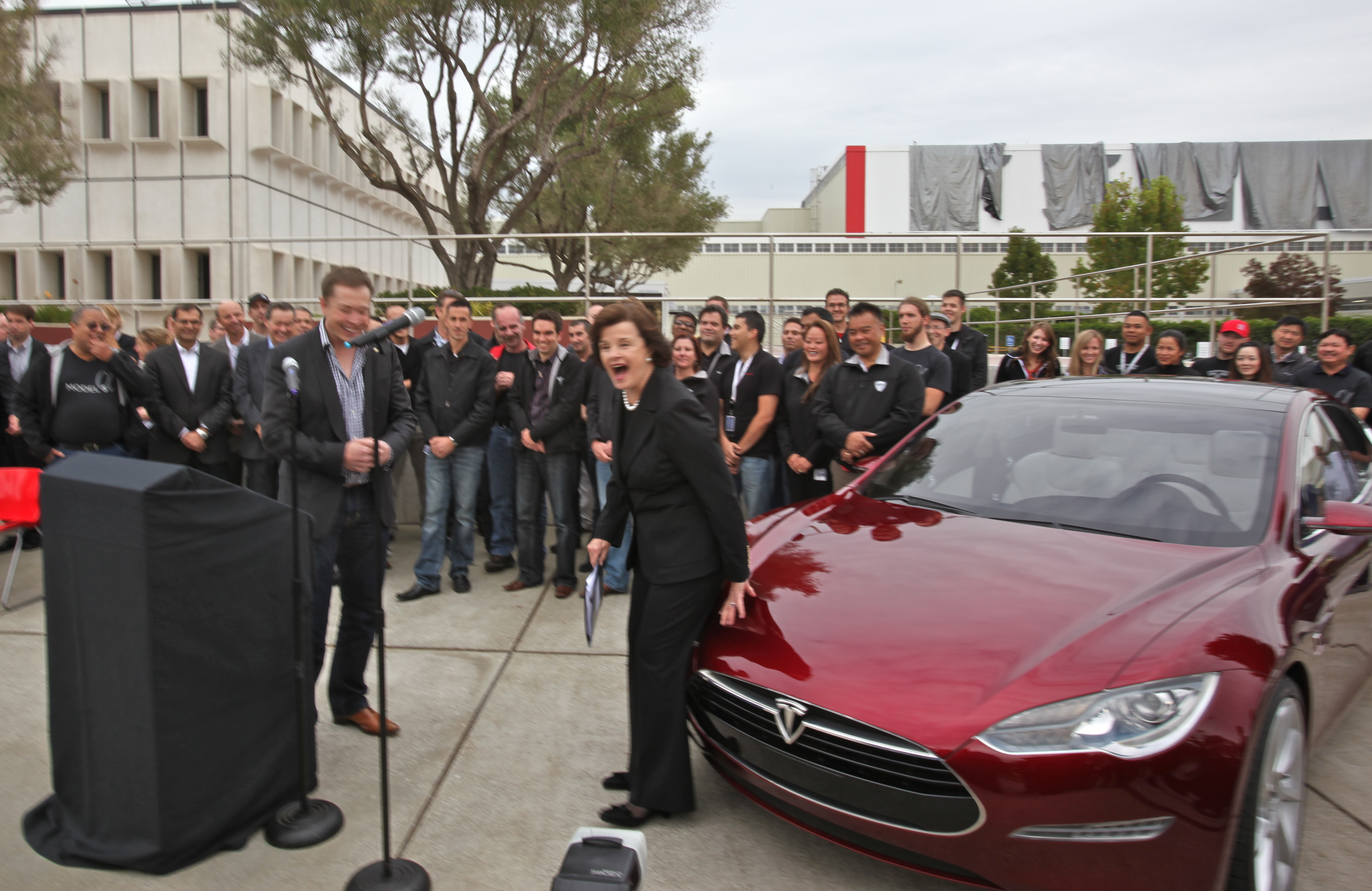
ماسك مع السيناتور ديان فينشتاين بجوار سيارة تيسلا طراز إس، في عام 2010

شركة تيسلا (تسمى أيضا تيسلا موتورز) تأسست في يوليو 2003 من قبل مارتن إيبرهارد ومارك تاربنينغ، الذين قاما بتمويل الشركة حتى المرحلة الأولى من تمويلها.
لعب كلا الرجلين أدوار نشطة في تطوير الشركة في مرحلتها الأولى قبل أن يقوم إيلون ماسك بتطويرها. قاد ماسك مسيرة تطوير الشركة من المرحلة الأولى في فبراير 2004، منضما إلى مجلس إدارة شركة تيسلا كرئيس لها، يشرف تيسلا على تصميم المنتجات والسيارات بشكل مفصل ودقيق. ولكنه لا يشارك بنفس الاهتمام في العمليات التجارية اليومية.
بعد الأزمة المالية التي ضربت العالم في عام 2008، تولى ماسك منصب الرئيس التنفيذي للشركة مع منصب المهندس المنتج ومازال يحمل هذين المنصبين حتى الآن. تسمى أول سيارة كهربائية صنعتها تيسلا، تيسلا رودستار، وهي سيارة رياضية صنعت في عام 2008 وتم بيع 2500 سيارة إلى 31 بلد. في 22 يوليو 2012، بدأت تيسلا في تسليم سيارتها النموذجية تيسلا طراز إس بينما كشفت النقاب عن منتجها الثالث، تيسلا موديل إكس، سيارة دفع رباعي/ميني فان في 9 فبراير 2012، على الرغم من تأخير إطلاق تيسلا موديل إكس إلى سبتمبر 2015.
لم يكتفي إيلون ماسك بتصنيع السيارات الكهربائية فقط، فقام بتصنيع وبيع أنظمة توليد الطاقة الكهربائية إلى دايملر لأنظمة إيف الذكية، سيارة مرسيدس-بنز الكهربائية الفئة بي، وسيارة مرسيدس-بنز الكهربائية الفئة إيه، وإلى تويوتا لسيارتها تويوتا راف 4 اي في. كما استطاع في جعل هاتان الشركتان (مرسيدس وتويوتا) مستثمرين على المدى الطويل لشركة تيسلا.
يفضل ماسك تصنيع سيارة تيسلا بمبلغ 30,000 دولار أمريكي وبيع مكونات توليد الطاقة الكهربائية للسيارات بحيث يمكن لصناع السيارات الأخرين صناعة السيارات الكهربائية بأسعار مقبولة دون الحاجة إلى تطوير المنتجات في المنزل. أدى هذا إلى تطوير سيارة تسلا مودل 3 والذي من المتوقع أن يصل سعره إلى ما يقرب من 35,000 دولار أمريكي. قارن العديد من المختصين بصناعه السيارات بين عمل إيلون ماسك وعمل هنري فورد في مجال توليد القوة المتطورة للسيارات.
في مقابلة كل الأشياء الرقمية والتي أجريت في مايو 2013، صرح ماسك قائلا أنه للتغلب على القيود التي تواجه صناعة السيارات الكهربائية، تهدف تيسلا إلى «تسريع خطوط إنتاجها» ومحطات شحن السيارات ثلاثة أضعاف الرقم في السواحل الشرقية والغربية للولايات المتحدة الأمريكية في شهر يونيو القادم من نفس العام، مع خطط لتطوير خطوط الإنتاج في أمريكا الشمالية بما فيها كندا في خلال عام واحد فقط. في 29 يناير 2016، وصلت الأسهم التي يمتلكها إيلون ماسك في حصص تيسلا إلى 28.9 مليون سهم، والتي تعادل ما يقرب من 22% من أسهم الشركة.
بحلول عام 2014، كان راتب ماسك السنوي هو دولار واحد فقط، ليصبح بذلك مثل ستيف جوبز والرؤساء التنفيذيين الآخرين، وباقي مرتبة يحصل عليه في شكل أسهم وعلاوات من الشركة.
في عام 2014، أعلن ماسك أن تيسلا موتورز ستسمح للآخرين باستخدام براءات الإختراع الخاصة بها وتكنولوجياتها بغرض إغراء شركات صناعة السيارات لتسريع تطوير السيارات الكهربائية. كما صرح أن الحقيقة المؤسفة هي أن برامج السيارات الكهربائية (أو برامج أي مركبة لا تحرق الهيدروكربونات) لا تُصْنَع بشكل كافي، فتبلغ نسبه صناعتها أقل من 1% من إجمالي مبيعات السيارات.
في فبراير 2016، أعلن ماسك إطلاقه نطاق تيسلا.كوم من ستو غروسمان، والذي كان يملكه من عام 1992 وقيامه بتغيير الصفحة الرئيسية للشركة لهذا النطاق.
في يناير 2018، مُنح ماسك جائزة بقيمة 2.6 مليار دولار من قبل الشركة، على شكل 20.3 مليون سهم لترتفع بذلك القيمة السوقية لشركة تيسلا إلى 650 مليار دولار. كان غرض المنحة هو إنهاء المضاربة حول رحيل ماسك المحتمل من شركة تيسلا، لأنه كان يريد تخصيص مزيد من الوقت لمشاريعه التجارية الأخرى.
لم تتخذ كل وسائل الإعلام والشركات موقفا إيجابيا نحو هذه المنحة فعلى سبيل المثال قدمت شركة جلاس لويس الاستشارية تقريرا تعترض فيه على هذة المنحة.

### سولار سيتي

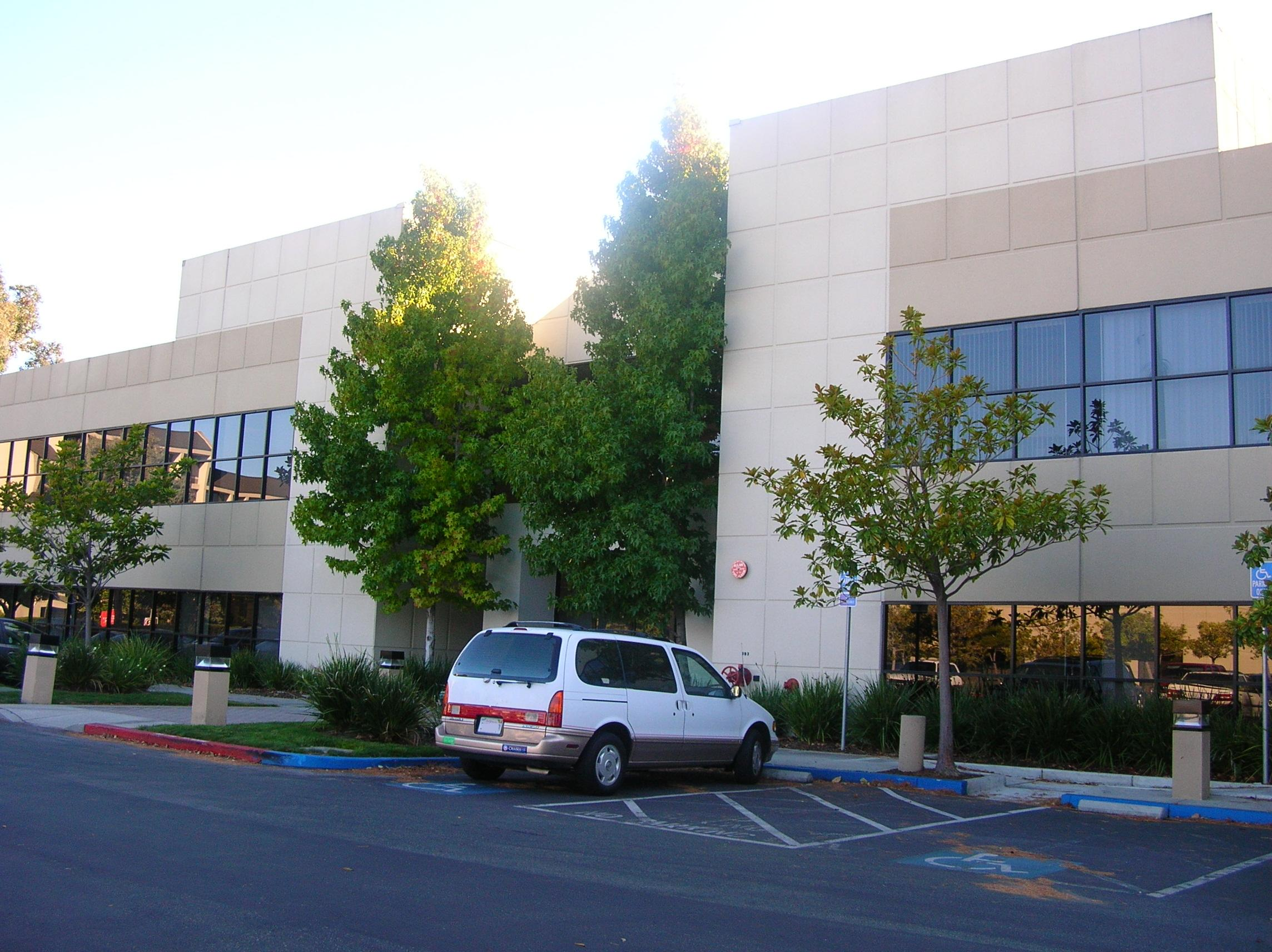
مقر شركة سولار سيتي الرئيسي في فوستير سيتي، كاليفورنيا

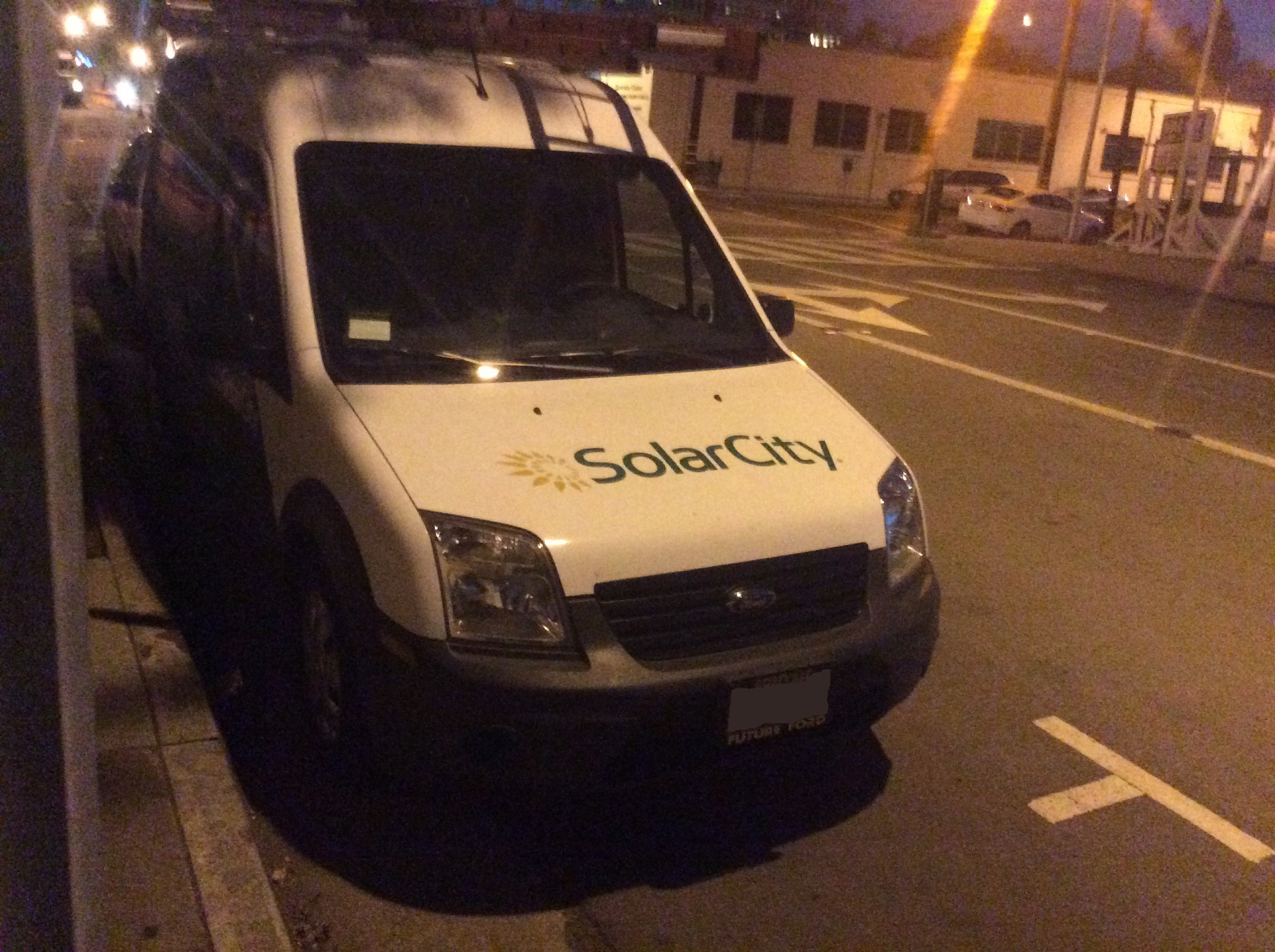
سيارة خاصة بشركة سولار سيتي

أطلق ماسك حجر الأساس ورأس المال اللازم لشركه سولار سيتي، والتي قام أبناء عمه ليندون وبيتر ريف بتأسيسها 2006. بحلول عام 2013، أصبحت شركة سولار سيتي هي ثاني أكبر شركة لأنظمة الطاقة الشمسية في الولايات المتحدة.
صرح ماسك أن الدافع الأساسي الذي جعله يمول كلا من تيسلا موتورز وسولار سيتي هو مقاومة الاحتباس الحراري. في عام 2012، صرح ماسك أن سولار سيتي وتيسلا موتورز يتعاونان لاستخدام بطاريات السيارات الكهربائية لتقليل الاعتماد على الطاقة الشمسية المولدة من الخلايا على أسطح المنازل بداية من عام 2013.
في 17 يونيو 2014، تعهد ماسك ببناء مصنع متقدم تابع لسولار سيتي في بوفالو، نيويورك، والذي سيساعد على زيادة حجم إنتاج الطاقة الشمسية إلى ثلاثة أضعاف في الولايات المتحدة. وأن المحطة ستكون واحدة من أكبر محطات توليد الطاقة الشمسية في العالم، وأنه لن يكتفي بمحطة واحدة ويدرس إنشاء أكثر من محطة في ولايات مختلفة في السنوات اللاحقة.
في يونيو 2016، شركة ماسك لصناعة السيارات، تيسلا موتورز، قدموا عرضا رسميا للحصول على سولار سيتي.

### هايبرلوب

كبسولة الهايبرلوب

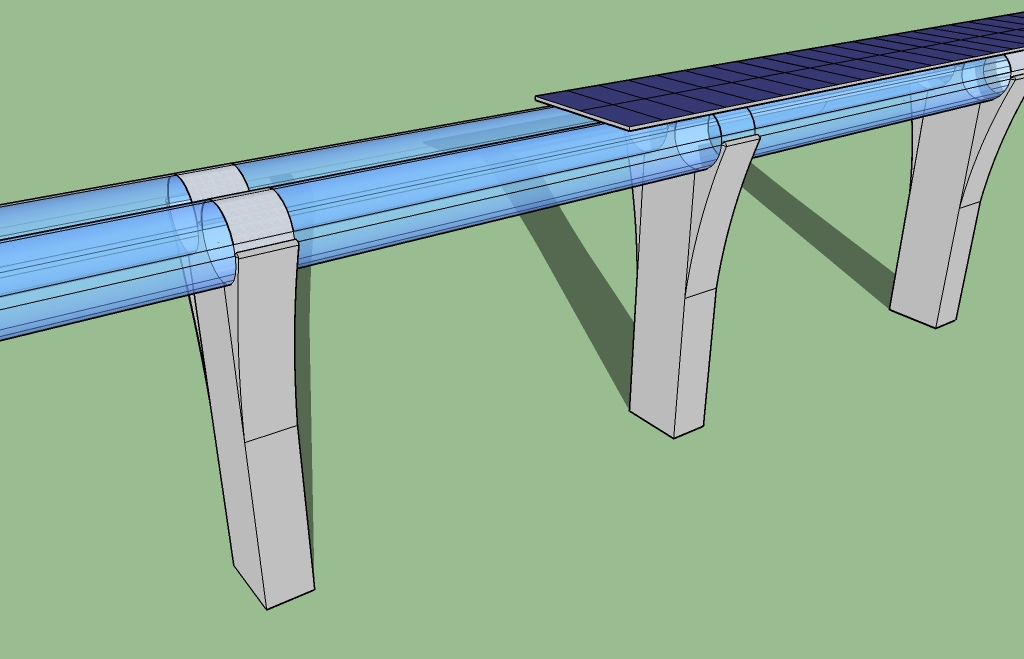
الهايبرلوب

في 12 أغسطس 2013، كشف ماسك النقاب عن مفهوم الهايبرلوب نظام نقل عالي السرعة يتضمن أنابيب ضغط منخفض يتم تركيب عليها كبسولات بها وسادات للركوب عليها تعمل بمحرك حثي خطي وضاغط هواء. يعمل ماسك الآن على تنفيذ نظام نقل ابتدائي يربط لوس أنجلوس بخليج سان فرانسيسكو.
بعد إعلان ماسك عن تصوره للهايبرلوب، بدأ ماسك في تعيين عشرات المهندسين من شركتيه تيسلا موتورز وسبيس إكس والذين عملوا لأكثر من 9 أشهر في تأسيس البنية التحتية وتصاميم هذه الأنظمة. نُشِّر التصميم الأولي لنظام النقل فائق السرعة في ورقة بيضاء على مدونات شركة تيسلا موتورز وسبيس إكس. يحاول ماسك الآن استخدام التكنولوجيا لجعل سفر الهايبرلوب أرخص وأكثر أمانا من أي وسيلة نقل أخرى تسير مسافات طويلة.
يقترح تصميم ألفا استخدام تقنية الفراغ الجزئي لتقليل مقاومة المائع، والتي نظريا ستسمح بالسفر بسرعة عالية باستخدام قوة منخفضة نسبيا، غير الاستفادة من قدرة التقنية على تحمل ضغط الهواء والضغط الجوي على الكبسولة. قدرت وثيقة ألفا التكلفة المبدئية لنظام هايبرلوب يربط لوس أنجلوس بخليج سان فرانسيسكو بحوالي 6 مليار دولار، ولكن ما زال هذا الرقم يخضع للتفاوض.
في يونيو 2015، أعلن ماسك عن مسابقة تصميم أنظمة نقل سريعة (هايبرلوب) للطلاب وغيرهم، تهدف المسابقة إلى إنشاء نظام نقل على مسافة 1 ميل في عامي 2015-2017 بتمويل من شركة سبيس إكس. اُسْتُخْدِم المسار في يناير 2017، كما بدأ ماسك أيضا في بناء نفق.
أعلنت شركة هايبرلوب ون، شركة غير تابعة لماسك، أنها قد انتهت من اختبار أول ديفلوب (نظام نقل سريع) على مسار نيفادا في 13 يوليو 2017 بنجاح. كان ذلك في 12 مايو 2017 في تمام الساعة 12:02 صباحا، على الرغم من تأخرها 5.3 ثانية، إلا أنها استطاعت السير بسرعة قصوى بلغت 70 ميل في الساعة.
في 20 يوليو 2017، أعلن إيلون ماسك أنه قد نجح في الحصول على موافقة الحكومة اللفظية لبناء هايبرلوب من مدينة نيويورك إلى العاصمة واشنطن، ويقف في كلا من فيلادلفيا وبالتيمور. ومع ذلك، صرحت كلا من هيئة النقل بمدينة نيويورك، هيئة النقل في جنوب شرق بنسلفانيا، هيئة العبور بالعاصمة واشنطن، إدارة المرور في ماريلاند، وزارة الأمن القومي للولايات المتحدة، غير رؤساء بلديات نيويورك وفيلادليفا وبالتيمور وواشنطن أنهم لا يعلمون أي شيء عن هذا الاتفاق.

### أوبن أيه آي
في ديسمبر 2015، أعلن ماسك بنائه لشركة أوبن أيه آي لأبحاث الذكاء الاصطناعي، منظمة غير هادفة للربح تهدف إلى تطوير الذكاء الصناعي بطريقة آمنة ومفيدة للبشرية.
مع إتاحة المنظمة لكل فرد، هدفت المنظمة إلى مواجهة الشركات الكبيرة التي قد تكسب الكثير من السلطة التي تمتلك أنظمة ذكاء صناعي تهدف للربح، فضلا عن الحكومة التي يمكن أن تستخدم الذكاء الصناعي للحصول على السلطة وحتى قمع مواطنيها.
يقع مقر المنظمة في سان فرانسيسكو، كاليفورنيا، الولايات المتحدة. وبلغت ميزانيتها في عام 2015 ما يقرب من 1 مليار دولار.

### نيورالينك
في عام 2016، شارك ماسك في تأسيس نيورالينك، شركة تكنولوجيا للتقنية العصبية ناشئة تهدف إلى ربط الدماغ البشري بالذكاء الصناعي. الشركة التي ما زالت في مرحلتها الأولى، تتمحور حول صناعة أجهزة يمكن زرعها في الدماغ البشري، لتطوير الدماغ البشري ولمساعدة البشر على تحسين ذاكرتهم مع السماح لعقولنا بالتواصل المباشر مع الحواسب الآلية.

### الشركة المملة
في 17 ديسمبر 2016، وفي حين كان ماسك عالقا في ازدحام مروري، غرد على تويتر قائلا: 

«سوف أبني آلة لحفر نفق وقد بدأت بالحفر حاليا».
سميت الشركة بالشركة المملة. في 21 يناير 2017، غرد ماسك مرة أخرى على تويتر على نفس الموضوع قائلا:

«تقدم مثير في مقدمة النفق. أخطط لبدأ الحفر في شهر أو ما نحو ذلك».
سيبدأ النفق الأول في حرم سبيس إكس، وربما يذهب إلى مرآب للسيارات في الجوار. في 26 يناير 2017، بدأت المناقشات مع الهيئات التنظيمية لكن لم يتم تقديم أي طلبات للحصول على تصاريح للحفر في منطقة لوس أنجلوس حتى الآن من قبل وزارة النقل في كاليفورنيا.
في فبراير 2017، بدأت الشركة في حفر خندق على عمق 30 قدم اتساعا، 50 قدم عرضا، 15 قدم عمقا بمساعدة مكاتب شركة سبيس إكس في لوس أنجلوس، صرح ماسك قائلا أنه يحاول خفض ميزانية تشييد النفق بمقدار 10 أضعاف لكل ميل.

### ستارلنك
ستارلنك هو مشروع يتكون من أكثر من 12000 قمر صناعي يهدف لتوفير الإنترنت لكل القارات تحت إشراف شركة سبيس إكس. وتبلغ كلفة المشروع 10 مليار دولار.

### تويتر
قدم ماسك عرض للاستحواذ على تويتر وتحويله لشركة خاصة، قوبل العرض بالرفض في البداية، وفي 25 أبريل 2022 وافق مجلس إدارة تويتر علنًا وبالإجماع على عرض الاستحواذ مقابل 44 مليار دولار،  أعاد ماسك التأكيد على خططه المستقبلية لتويتر بعد القبول، بما في ذلك إدخال ميزات جديدة، وجعل الخوارزميات مفتوحة المصدر، والحد من روبوتات البريد العشوائي، ومصادقة جميع البشر.

## الآراء السياسية

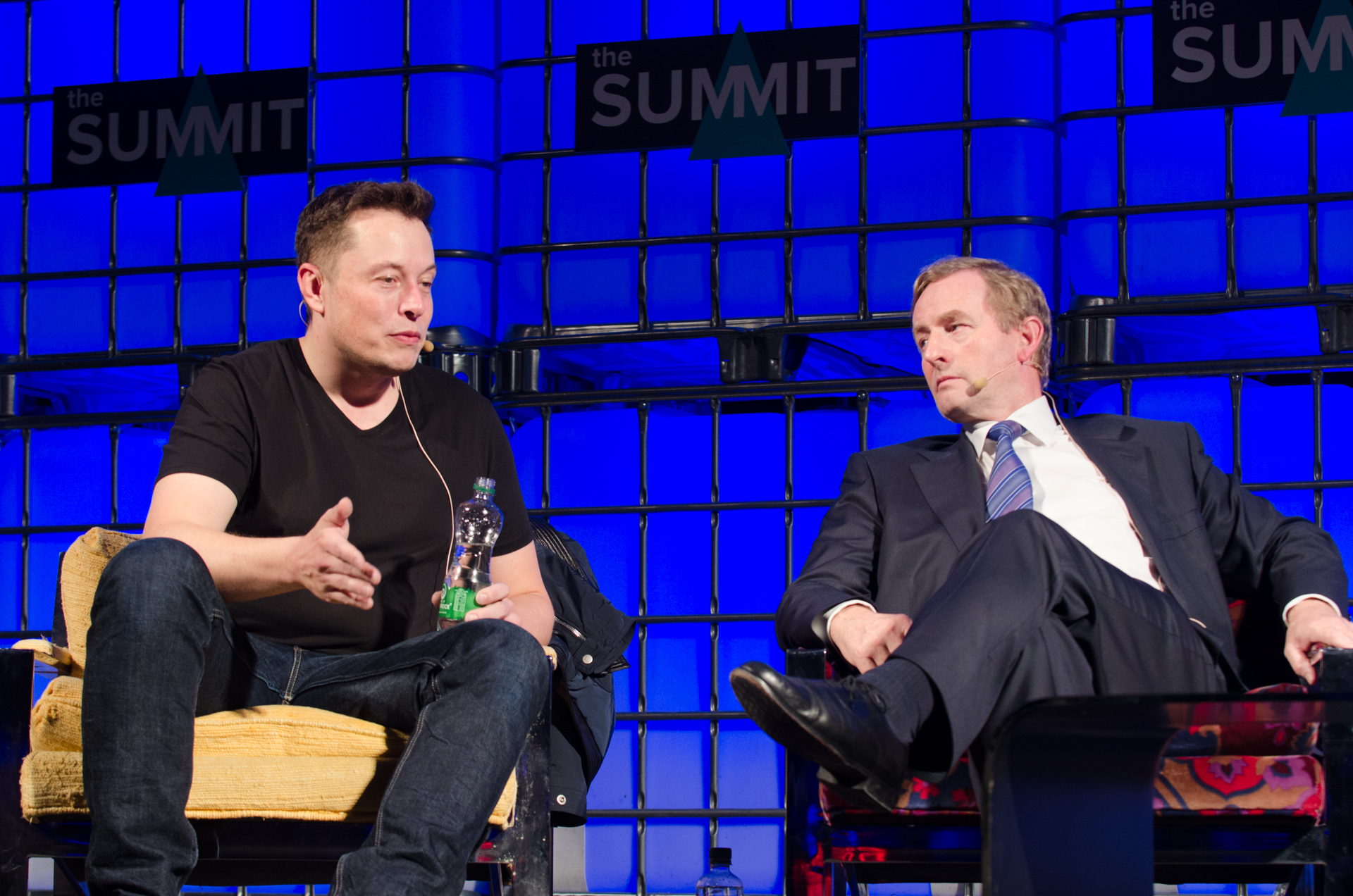
ماسك يتحدث بجوار التاوسيتش (رئيس الوزراء الأيرلندي) إندا كيني

وصف ماسك ميوله السياسية بأنه «نصف ديمقراطي، نصف جمهوري». مصرحا في إحدى الحوارات قائلا: 

«أنا في مكان ما في المنتصف، ليبرالي من الناحية الاجتماعية، محافظ من الناحية المالية».
في عام 2016، أصبح ماسك العضو الثاني في اللجنة الاستشارية للمرشح الرئاسي الجمهوري دونالد ترامب (المنتدي الإستراتيجي والسياسي، مبادرة وظائف التصنيع). ولكنه استقال في عام 2017، اعتراضا على قرار ترامب بسحب الولايات المتحدة من اتفاقية باريس بشأن تغير المناخ.
يعتبر ماسك نفسه بأنه «من الأمريكين المتعصبين». وفقا لماسك، فإن الولايات المتحدة هي «أعظم دولة وجدت على سطح الأرض». واصفا إياها «بأعظم قوة لصالح أفضل بلد». كما يؤمن بأنه «لن تكون هناك ديمقراطية في العالم إن لم يكن هناك ولايات متحدة». برهن ماسك على ذلك قائلا:

«يوجد ثلاث مناسبات منفصلة في القرن العشرين كانت ستؤدي إلى سقوط الديمقراطية في العالم لولا وجود الولايات المتحدة الأمريكية وهي: الحرب العالمية الأولى، الحرب العالمية الثانية، الحرب الباردة.»
صرح ماسك أيضا بأنه «من غير الصحيح أن نقول أن الولايات المتحدة مثالية، فهي ليست كذلك. فهناك الكثير من الأشياء الأنانية والسيئة التي قامت وتقوم وستقوم بها الولايات المتحدة».
بسبب ظهور سيارات ذاتية القيادة بها ذكاء اصطناعي، أعلن ماسك دعمه للدخل الأساسي العالمي.
قبل انتخاب المرشح الجمهوري دونالد ترامب رئيسا للولايات المتحدة، انتقد ماسك ترامب قائلا:
«لدي شعور قوي بأن ترامب قد لا يكون هو الرجل المناسب لهذا المنصب. فلا أجد فيه الطابع الجيد المطلوب في شخصية رئيس الولايات المتحدة».
بعد تنصيب ترامب، صرح ماسك عن قبوله لاختيار ترامب لريكس تيلرسون كوزير للخارجية. وبرر للعامة تعاونه مع ترامب قائلا:
:«كلما ازدادت أصوات العقل التي تحيط بالرئيس، كلما كان ذلك أفضل.»

### اللوبي
في حوار له مع صحيفة «واشنطن بوست»، صرح ماسك بأنه من المانحين المهمين (وإن لم يكن من الدرجة الأولى) للديمقراطيين، وهذا بالطبع لا يعني عدم منحه للجمهورين. صرح ماسك فيما بعد قائلا: 

«لكي يكون صوتك مسموعا في ولاية كولاية واشنطن، يجب أن يكون لديك تأثير ومساهمات واضحة حتى لو كانت قليلة».
ذكر تقرير حديث لمؤسسة صن لايت (مؤسسة لا تنتمي لحزب معين تتابع الإنفاق الحكومي) أن شركة سبيس إكس قد أنفقت ما يقرب من 4 ملايين دولار على مؤتمرات اللوبي منذ إنشاءه في عام 2002، وخصم ما يقرب من 800,000 دولار أمريكي من الميزانية المخصصة لإعانة الحزب الجمهوري والديمقراطي.
ذكر نفس التقرير أن شركة سبيس إكس اعتمدت على خطة منهجية ومتطورة لكسب الدعم السياسي على عكس معظم شركات التكنولوجيا الناشئة حديثا، لذلك فهي محافظة على مركزها في واشنطن منذ يوم إنشائها. أشار التقرير أيضا إلى «أن ماسك قد تبرع شخصيا بحوالي 725,000 دولار لحملات مختلفة منذ عام 2002».
في عام 2004، تبرع ماسك بمبلغ 2000 دولار أمريكي لصالح حملة إعادة انتخاب الرئيس جورج دبليو بوش، غير أكثر من 100,000 دولار لحملة انتخاب المرشح الديمقراطي باراك أوباما، كما تبرع بمبلغ 5000 دولار لصالح السيناتور الديمقراطي ماركو روبيو، الذي مثل فلوريدا، ولاية هامة في مجال الصناعات الفضائية. ذُكِّر أن ماسك وسبيس إكس تبرعوا بما يقرب من 250,000 في دورة انتخابات عام 2012.
عينت شركة سبيس إكس السيناتور الجمهوري زعيم الأغلبية السابق في مجلس الشيوخ ترنت لوت في منصب المتحدث الرسمي باسم الشركة.

### الإعانات
صرح ماسك قائلا بأنه يؤمن أن الحكومة الأمريكية يجب أن لا تقدم إعانات للشركات ولكنه يجب أن يتم استخدام ضريبة الكربون لما لها من تأثير سلبي وتلوث هوائي. جادل ماسك بأن السوق الحرة تعتبر هي أفضل حل، وأنه يجب معاقبة من ينتج سيارات غير صديقة للبيئة.
تم نقد تصريحات ماسك على نطاق واسع، حيث أشار البروفيسور الجامعي فريد تيرنر، أستاذ جامعة ستانفورد، إلى أنه: 

«إذا كنت من رواد الأعمال مثل إيلون ماسك، فسوف تأخذ المال من حيث يمكنك الحصول عليه، ولكن في الوقت نفسه يجب أن تؤمن أن عملك يجب أن يؤدي إلى تغيير اجتماعي واضح.»
جادل الكاتب مايكل شيلنبرجر قائلا: 

«في حالة ماسك، فإنه من الصعب عدم قراءة ذلك كنوع من الدفاعية. واعتقد أن هناك سبب عملي لذلك. فهم يتعاملون مع العديد من المستثمرين الذين لا تعتبر الإعانات مصدرا أساسي للبدء في مشاريعهم التجارية طويلة الأجل، فلذلك هم لا يريدون غير الاستقلالية.» 

وأكمل قائلا: 

«سنكون أفضل حالا إذا كان هؤلاء رجال الأعمال أكثر امتنانا وأكثر تواضعا.»
في حين صرح الصحفي والمؤلف جيم موتافالي، الذي حاور ماسك لجريدة هاي فولتج «الجهد العالي»، كتابه الذي نشره عام 2011 عن صناعة المركبات الكهربائية قائلا: 

«ينظر ماسك إلى الموضوع الآن بنظرة الفائز الواثق من نفسه، فلا يريد أن يرى رجال الأعمال الأخرين يفوزون لأنهم يحصلون على تمويل حكومي- اعتقد أن العديد من الناس يميلون لسحب سلم النجاح وراءهم حالما ينجحون».
في عام 2015، وُضِّعَت بيانات ماسك تحت المجهر للتحقيق بعد إدعاء مقالة نشرت في جريدة لوس أنجلوس تايمز أنه من المتوقع حصول كلا من سبيس إكس، تيسلا موتورز، سولار سيتي والشركات التي تشتري منتجاتهم لإعانة من الحكومة تقدر بنحو 4.9 مليار دولار على مدى عشرين عامًا. استشهد المقال بأن ولاية نيويورك خصصت مبلغ 750 مليون دولار لبناء مصنع لإنتاج الخلايا الشمسية في بوفالو الذي ستقوم شركة سولار سيتي بتأجريه من الولاية مقابل 1 دولار في السنة. كما استشهدت المقالة بعدم وجود أي ضرائب على المشروع لمدة عقد من الزمان، وبذلك يوفر ماسك 260 مليون دولار من الضرائب. كما ذكرت المقالة تعيين ماسك لمسؤول سابق في وزارة الخارجية الأمريكية في منصب كبير المفاوضين في شركة تيسلا موتورز.

### حزب أمريكا
أعلن إيلون ماسك في 5 يوليو 2025 تأسيس حزب يسمى حزب أمريكا، عقب إحتدام الخلاف بينه وبين الرئيس الأمريكي دونالد ترامب بسبب قانون الميزانية، وبعد يوم من إستطلاع على منصة X حول تأسيس الحزب.

## الآراء

### القدر والدين
عندما سئل ماسك ما إذا كان يعتقد «بوجود نوع من القدر يؤثر في حياة البشر وهل يوجد خالق للكون أم لا، أم أن كل شيء يخضع لقوانين الفيزياء» كان رده كالتالي:
«حسنا، أنا أؤمن بالتالي. هل أعتقد بوجود نوع من الذكاء الرئيسي مسؤول عن تصميم كل هذه الأشياء؟ لا اعتقد ذلك، لأنه حينها سيكون علينا السؤال عن مصدر هذا الذكاء؟ أما بالنسبة للسؤال الأخر فأظن أني أميل للإجابة بنعم، يمكن شرح وتفسير كل شيء بالقوانين الأساسية للفيزياء، فأي ظاهرة معقدة تتكون في نهاية من عناصر بسيطة».
صرح ماسك في وسائل الإعلام بأنه لا يصلي ولا يعبد أي إله، على الرغم من اعترافه بالصلاة قبل إطلاق بعثة فالكون 1 المهمة، داعيًا «أي كيان يسمع أن يبارك هذه البعثة».
عندما سئل ماسك هل يمكن للدين والعلم أن يتعايشا؟ أجاب باختصار «ربما لا».

### الحياة خارج كوكب الأرض
على الرغم من أن ماسك يعتقد بأنه «توجد فرصة جيدة بوجود حياة بدائية بسيطة على الكواكب الأخرى»، إلا أنه يتسائل عما «إذا كانت هناك حياة ذكية في كوننا المعروف أم لا». ليوضح بعد ذلك أنه «يأمل بوجود حياة ذكية خارج الكوكب في كوننا المعروف». كما صرح بعد ذلك «أن وجود حياة أقرب للواقع من عدم وجودها، ولكن هذا كله مجرد تخمين».
اعتبر ماسك فرضية المحاكاة كحل محتمل لمفارقة فيرمي:
«قد يكون غياب أي حياة ملحوظة دليل على وجودنا في محاكاة. كما لو كنت تلعب لعبة مغامرة، ويمكنك رؤية النجوم في الخلفية ولكن لا يمكنك الوصول إلى هناك. إذا لم تكن محاكاة، فربما نحن في مختبر لدى حضارة غريبة متقدمة تراقب كيف نعيش ونتطور، بدافع الفضول، كما نراقب نحن العفن في طبق بتري. إذا نظرنا إلى مستوى التكنولوجيا الذي نعيش فيه حاليا، فإنك تستطيع أن تستنتج بسهولة أن هناك شيء غريب سيحدث، وأقصد هنا غريب بطريقة سيئة».

### الذكاء الاصطناعي
تحدث ماسك كثيرا عن المخاطر المحتملة للذكاء الاصطناعي، واصفا إياه «التهديد الأكبر أمام بقاء الجنس البشري». في حوار عام 2014 في معهد ماساتشوستس للتكنولوجيا، وصف ماسك الذكاء الاصطناعي فيها بأنه «أكبر خطر قد تواجهه البشرية» مؤكدا على ضرورة وجود رقابة على المستوى الوطني والدولي للتأكد من عدم قيام الإنسان بأي فعل طائش. كما وصف تطوير الذكاء الاصطناعي في نهاية الحوار بأنه بمثابة «استدعاء الشيطان».
على الرغم من ذلك، كان ماسك قد استثمر سابقا في شركة جوجل ديب مايند، شركة ذكاء اصطناعي، وهي شركة تعمل على تطوير الآلات التي تعمل بالذكاء الاصطناعي. في يناير 2015، تبرع بمبلغ 10 مليون دولار لمعهد مستقبل الحياة، منظمة تهدف إلى رصد المخاطر الوجودية التي تهدد البشر، خاصة المخاطر الوجودية للذكاء الاصطناعي.
ساهم ماسك أيضا في إنشاء شركة أوبن أيه آي، منظمة غير ربحية لأبحاث الذكاء الاصطناعي.
برر ماسك استثماره بأنه ليس استثمار بغرض تحقيق أي عائد استثماري، لكنه بغرض مراقبة التطورات من الداخل. تابع ماسك، «هناك أفلام عن هذا، كما تعلمون، مثل تيمنيتور، ترى فيها النتائج المخيفة لهذا التطور. فهنا يأتي دورنا في التأكد أننا سنحصل على النتائج الجيدة وليست السيئة».
في يونيو 2016، سئل ماسك عما إذا كان يعتقد أن البشر يعيشون في محاكاة الكمبيوتر، والذي أجاب عنها مجملا «بربما»، ثم فسر بعد ذلك قائلا:
«اعتقد أن أقوى حجة قد تدل على أننا نعيش في محاكاة هي أننا منذ 40 عاما تقريبا كان لدينا بونغ -مستطيلين ونقطة. هذا ما كنا عليه. أما الآن فنحن لدينا محاكاة واقعية ثلاثية الأبعاد مع ملايين البشر الذين يلعبون في نفس الوقت ويتحسنون كل عام. وقريبا جدا سيكون لدينا واقع افتراضي جديد متطور جدا بحيث أننا لن نستطيع التفريق بين الألعاب والواقع».
جلبت تحذيرات ماسك السوداوية العديد من الجدل بين المتخصصين على وسائل الإعلام وغير المتخصصين على وسائل التواصل الاجتماعي. من أشهر النزاعات هو اختلافه مع مؤسس فيسبوك مارك زوكربيرغ، بعد وصف زوكربيرغ تحذيرات ماسك بأنها «تحذيرات غير مسؤولة». الأمر الذي رد عليه ماسك بقوله أنه قد تناقش مع زوكربيرغ في هذا الشأن ووجد أن لديه «فهم محدود».
في عام 2014، ناقش آدم إلكوس في مقال بعنوان «الأذكى» نشر في مجلة سلايت قضية الذكاء الاصطناعي قائلا كل هذه النقاشات والجدل مبكرة جدا لأن أغلب الروبوتات المصنوعة حاليا ما زالت تحاول الحصول على يد لالتقاط كرة أو صعود سلم، واصفا تشبيه ماسك «استدعاء الشيطان» بالضار لأنه قد يؤدي إلى حدوث تخفيضات قاسية في ميزانيات «أبحاث الذكاء الاصطناعي».
منحت مؤسسة تكنولوجيا المعلومات والابتكار (ITIF)، في العاصمة واشنطن، جائزتها السنوية إلى جمعية تناصر إنهاء الذكاء الاصطناعي، شكا رئيسها، روبرت أتكينسون، من أن قول ماسك وآخرون أن الذكاء الاصطناعي هو أكبر تهديد يواجهه استمرار البشرية. صرح أتكسنسون قائلا:
«هذه الرسالة ليست جيدة إذا كنت ترغب في إنهاء التمويل الذي تحصل عليه شركات الذكاء الاصطناعي من الكونجرس الأمريكي وتحويله إلى مؤسسة العلوم الوطنية».

### وسائل النقل العام
في ديسمبر 2017، في إحدى مؤتمرات تيسلا عن نظم معالجة المعلومات العصبية، صرح ماسك قائلا:
«اعتقد أن وسائل النقل العام سيئة للغاية. إنها مقرفة. لماذا تريد في دخول شيء مع العديد من البشر، لا تنزل في المكان الذي تريد النزول فيه، لا تركب من المكان الذي تريد الركوب منه، لا ينتهي في المكان الذي تريده أن ينتهي فيه. لا مواعيد ثابتة له. إنها فعلا كالألم في المؤخرة. لهذا السبب لا يحبها الجميع. كما يمكن أن يوجد وسط هذا الحشد من الناس الغرباء قاتل متسلسل، حسنا، هذا أمر عظيم».
علق عليه بعد تصريحه مباشرة في المؤتمر أحد اليابانيين قائلا بأن وسائل النقل العام تعمل بفعالية في اليابان.
أثار تصريحه العديد من الجدل على وسائل الإعلام ووسائل التواصل الاجتماعي لكل من العامة ومسئولي النقل العام. حيث بدأ بعدها خبير التخطيط العمراني والنقل العام برنت تودريات حملة (هاشتاج) بعنوان أشياء عظيمة حدثت في وسائل النقل العام، انتشر هذا الهاشتاج سريعا لتبديد فكرة ماسك بأن الجميع يكرهون استخدام وسائل النقل العامة.
صرح جاريت ووكر، خبير معروف في مجال النقل العام ومستشار من بورتلاند قائلا:
«إن كراهية ماسك لمشاركة وسائل النقل مع الغرباء ما هي إلا رفاهية، لا يتحملها إلا الأغنياء. وإن فكرتك لن تنجح مع الأغلبية».
علق ماسك على هذا التصريح فيما بعد قائلا: «أنت أحمق»، أعتذر بعد ذلك قائلا: «أسف، قصدت أحمق مزعج».

### كوفيد-19
تلقى ماسك انتقادات حول آرائه وأعماله المتعلقة بجائحة فيروس كورونا 2019–20. في 31 يناير، شبه بعض جوانب (أعراض) مرض فيروس كورونا بنزلات البرد وذكر أن «الذعر من الفيروس التاجي غباء». بالإضافة إلى ذلك، اُنْتُقِد ماسك بسبب تغريدة ادعاءات مثيرة للجدل حول المرض، بما في ذلك أن «الأطفال محصنين في الأساس، لكن كبار السن الذين يعانون من الظروف الحالية هم عرضة للخطر»، والذي رافقه مع رسم بياني يوضح أنه لم يكن هناك أطفال قد ماتوا في إيطاليا بحلول 15 مارس  ولقول «بناءً على الاتجاهات الحالية، ربما يقترب من الصفر من الحالات الجديدة في الولايات المتحدة أيضًا بحلول نهاية أبريل». بالإضافة إلى ذلك، قام بترويج مقالات تشير إلى أن شركات الرعاية الصحية كانت تضخم أرقام حالات مرض فيروس كورونا لأسباب مالية، وروجت ورقة حول فوائد الكلوروكين فُكِّكَت على نطاق واسع وسحبها من قبل جوجل، وأعاد تغريد فيديو يدعو إلى نهاية فورية للقيود الإلزامية في أماكن الإيواء.
عندما أمر شريف مقاطعة ألاميدا جميع الشركات غير الأساسية بالإغلاق، دحض ماسك الأمر في البداية. وصف ماسك الإغلاق بـ الفاشية في مكالمة أرباح تسلا قائلا:
أرسل ماسك لاحقًا العديد من التغريدات التي تعارض عمليات الإغلاق الإلزامي مثل "FREE AMERICA NOW" (حرروا أميركا الآن).
في 11 مايو، أعاد ماسك فتح خط إنتاج Tesla's Fremont في تحد لأوامر مقاطعة ألاميدا. في اليوم نفسه غرد «تسلا يعيد إنتاجه اليوم ضد قواعد مقاطعة ألاميدا. سأكون على الخط مع أي شخص آخر. إذا تم القبض على أي شخص، أطلب أن يكون أنا فقط». بالإضافة إلى ذلك، أعلن ماسك أن تسلا ستنقل المقر الرئيسي إلى تكساس أو نيفادا وأن تيسلا رفعت دعوى قضائية ضد مقاطعة ألاميدا للطعن في «إغلاق» مصنع فريمونت. أوضحت إدارة الصحة العامة في مقاطعة ألاميدا أنها تنتظر خطة كانت شركة السيارات الكهربائية قد وعدت بتقديمها في 11 مايو والتي ستسير في كيفية حماية صحة العمال خلال جائحة فيروسات التاجية. حُدِّد موعد افتتاح يوم الاثنين، 18 مايو لتسلا بانتظار الموافقة - وهو نفس التاريخ الذي كان من المقرر فيه استئناف إنتاج فيات كرايسلر وفورد موتور وشركة جنرال موتورز.

## الحياة الشخصية
يملك ماسك سيارة من طراز مكلارين إف 1 (سيارة خارقة) والتي تحطمت قبل أن يقوم بالتأمين عليها. كما كان يملك في السابق طائرة خاصه للتدريب من طراز آيرو إل-39 ألباتروس تشيكية الصنع.
يمتلك ماسك سيارة لوتس اسبريت من فيلم جيمس بوند «الجاسوس الذي أحبني». ينوي ماسك تحويلها إلى سيارة تستطيع الغوص في الماء كما في الفيلم.
حضر ماسك مهرجان الرجل المحترق في عام 2004، والذي صرح فيه بأول فكرة عن شركة سولار سيتي في المهرجان.
تعمل توسكا ماسك، أخت إيلون، مخرجة أفلام ومؤسسة شركة ماسك للترفية كما قامت بإنتاج العديد من الأفلام.
صرح ماسك بأنه يريد أن يموت على سطح المريخ.

### الأعمال الخيرية
ماسك هو المدير التنفيذي ورئيس مجلس الإدارة لمنظمة ماسك، منظمة خيرية تهدف إلى توفير الطاقة الشمسية في المناطق المنكوبة. ففي عام 2010، تعاونت منظمة ماسك مع شركة سولار سيتي للتبرع بما يقرب من 25 كيلو وات لمجتمع أصدقاء الأعاصير في جنوب كودين، ألاباما. في يوليو 2011، تبرعت المنظمة بمبلغ 25,000 دولار أمريكي لدعم مشروع للطاقة الشمسية في سوما، فوكوشيما، اليابان، مدينة تعرضت لإعصار تسونامي.
في يوليو 2014، سئل ماسك من قبل رسام أفلام الكرتون ماثيو إيمان وويليام تيربو، ابن أخ الفيزيائي ومكتشف القرن العشرين نيكولا تيسلا الأكبر، التبرع بمبلغ 8 مليون دولار أمريكي بغرض إنشاء مركز تيسلا للعلوم في واردين كليف. وافق ماسك على الفور بالتبرع بمليون دولار ووضع ميزانية لبناء شاحن تيسلا عملاق في موقف السيارات داخل المتحف.
في يناير 2015، تبرع ماسك بمبلغ 10 مليون دولار أمريكي لمعهد مستقبل الحياة لإجراء برنامج بحث عالمي بهدف تطوير مزايا الذكاء الاصطناعي لخدمة البشر.
بحلول عام 2015، أصبح ماسك عضوا في مؤسسة إكس بريز وشخصية مميزة في حملة التبرع الشهيرة تعهد عطاء.

### الأسرة
لدى ماسك 12 من الأطفال على قيد الحياة. قابل ماسك زوجته الأولى، جوستين ويلسون، مؤلفة كندية، في جامعة كوينز بأونتاريو. تزوج الثنائي في عام 2000 وانفصلوا في عام 2008. مات ابنهم الأول، نيفادا إلكسندر ماسك من متلازمة موت الرضيع الفجائي وهو ما يزال في اسبوعه العاشر. أنجب الثنائي بعده خمسة أبناء مستخدمين تقنية التلقيح الصناعي: توأم في عام 2004، ثم ثلاثي في عام 2006. يتشارك الاثنان حضانة الأطفال فيما بينهم.
في عام 2008، بدأ ماسك في مواعدة الممثلة الإنجليزية تالولا رايلي. في عام 2010، تزوج الثنائي. في يناير 2012، أعلن ماسك عن إنهائه العلاقة التي دامت 4 سنوات، مغردا على تويتر قائلا:

«كانت أربع سنوات رائعة، سأحبك للأبد. ستقابلين رجلا يوما ما يجعلك سعيدة».
في يوليو 2013، تزوج ماسك ورايلي مرة أخرى. في ديسمبر 2014، وقع ماسك على وثيقة الطلاق للمرة الثانية، على الرغم من سحبهم للوثيقة فيما بعد. في مارس 2016، تم الإعلان عن إعادة الوثيقة إلى المسار القانوني مرة أخرى، ولكن هذه المرة قامت رايلي بتوقيع الوثيقة لماسك. تم إنهاء إجراءات الطلاق في أواخر عام 2016.
في عام 2016، بدأ ماسك في مواعدة الممثلة الأمريكية آمبر هيرد ولكن لم تستمر هذه العلاقة طويلا حيث انفصل الثنائي بعد عام واحد من ارتباطهم نتيجة اختلاف جدول مواعيدهم.
في 7 مايو 2018، كشف ماسك والموسيقية الكندي غرايمس أنهما بدأ المواعدة. في 8 يناير 2020، أعلنت غرايمس أنها حامل بطفلها الأول. أنجبت غرايمس ابنًا في 4 مايو 2020. وفقًا لماسك وغرايمس، كان اسمه "X Æ A-12" (تنطق "Ex Ash A Twelve"  أو "Ex Aye Eye" ، ومع ذلك فقد اعتبر الاسم غير قانوني بموجب قانون كاليفورنيا، لأنه يحتوي على أحرف ليست في الأبجدية الإنجليزية الحديثة،  ثم غُيرت إلى "X Æ A-Xii".
في ديسمبر 2021، أنجب غرايمز وماسك طفلًا ثانيًا، وهي طفلة اسمها Exa Dark Sideræl Musk (الملقبة بـ "Y")، وُلدت عن طريق تأجير الأرحام. وعلى الرغم من الحمل، أكد ماسك التقارير التي تفيد بأن الزوجين كانا «شبه منفصلين» في سبتمبر 2021؛ في مقابلة مع تايم في ديسمبر 2021 قال إنه أعزب. في مارس 2022، قالت غرايمز عن علاقتها مع ماسك: «ربما سأشير إليه على أنه صديقي، لكننا سلسون جدًا». في وقت  من ذلك الشهر، غردت غرايمز بأنها انفصلت عن ماسك مرة أخرى لكنهما ظلا على علاقة جيدة. في سبتمبر 2023، كُشف عن أن الزوجين أنجبا طفلًا ثالثًا، وهو ابن اسمه تكنو ميكانيكوس "تاو" ماسك. وفي يونيو 2024 صرّح ماسك عن ولادة ثالث طفل له من شيفون زيليس ليصبح بذلك أباً لـ 12 طفل.

### استخدام الزولبيديم
في يونيو 2017، غرد ماسك على موقع التواصل الإجتماعي تويتر قائلا:
«قليلا من النبيذ الأحمر، تسجيل عتيق، بعضا من الأمبين... تجد السحر».
نهى خبراء الصحة عن خلط الزولبيديم مع الكحول لما له من تأثير إدماني عالي وارتفاع فرصة ظهور الأعراض الجانبية. حصل ماسك على انتباه وسائل الإعلام بعد توصيته للعامة بخلط مخدر خطير مع كحول على وسائل التواصل الاجتماعي. أحد الجوانب الأكثر بروزًا والجدل في البرنامج كان أخذ ماسك نفخة واحدة من سيجار يتكون- حسب قول روغان- من التبغ المليء بالحشيش. ولدى سؤال روغان عن عدد المرات التي يدخن فيها الحشيش، أجاب ماسك: «تقريبًا أبدًا. أعرف الكثير من الناس يحبون الأعشاب وهذا جيد، لكنني لا أجد أن ذلك مفيد جدًا للإنتاجية... ليس لي». انخفض سهم تيسلا بعد الحادث، الذي تزامن مع تأكيد مغادرة نائب رئيس تيسلا للتمويل العالمي جوستين ماكنير في وقت سابق من ذلك اليوم. تساءلت فورتشن عما إذا كان استخدام القنب يمكن أن يكون له تداعيات على عقود سبيس أكس مع القوات الجوية الأمريكية، على الرغم من أن المتحدث باسم القوات الجوية الأمريكية أخبر ذا فيرج أنه لم يتم إجراء أي تحقيق وأن سلاح الجو لا يزال يعالج الوضع.

### المسائل القانونية
في مايو 2022، استشهد موقع بيزنس إنسايدر بصديق مجهول لمضيفة طيران متعاقدة مع شركة سبيس أكس لم يذكر اسمه، زاعمًا أن ماسك متورط في سوء سلوك جنسي في عام 2016. وذكر المصدر أنه في نوفمبر 2018، أبرم ماسك وسبيس أكس والمضيفة السابقة اتفاقية إنهاء الخدمة تمنح المضيفة دفعة قدرها 250 ألف دولار مقابل وعد بعدم رفع دعوى قضائية بشأن المطالبات. أجاب ماسك: «إذا كنت أميل إلى الانخراط في التحرش الجنسي، فمن غير المرجح أن تكون هذه هي المرة الأولى في مسيرتي المهنية التي استمرت 30 عامًا ويظهر فيها هذا الأمر للعلن»". واتهم مقالى بيزنس إنسايدر بأنها «مقالة ناجحة ذات دوافع سياسية». بعد نشر مقالة بيزنس إنسايدر ، انخفض سهم تيسلا بأكثر من 6%، مما أدى إلى انخفاض صافي ثروة "ماسك" بمقدار 10 مليارات دولارات. كتبت صحيف بارون «... نظر بعض المستثمرين إلى مخاطر الرجل الرئيسي ‏ - الخطر المتمثل في احتمال تعرض الشركة لأضرار بالغة بسبب خسارة فرد واحد.»
في أبريل 2023، سعت حكومة جزر العذراء الأمريكية إلى استدعاء ماسك للحصول على مستندات في دعوى قضائية تزعم أن جي بي مورجان تشيس استفادت من عملية الاتجار بالجنس التي قام بها جيفري إبستين. وفي مايو، وافق أحد القضاة على طلب جزر العذراء الأمريكية لخدمة ماسك إلكترونيًا من خلال شركة تسلا بعد أن واجهت الأراضي الأمريكية صعوبة في تحديد مكانه. الجهود المبذولة لاستدعاء " ماسك « للحصول على المستندات لا تورطه في أي مخالفات ولا تسعى إلى جعل» ماسك " يشهد تحت القسم.
في أواخر سبتمبر 2023، قدمت صديقة ماسك السابقة غرايمز التماسًا بشأن العلاقة الأبوية جزءً من نزاع الحضانة. جاء الالتماس بعد شهر من اتهام غرايمز له علنًا في منشور على وسائل التواصل الاجتماعي بمنع وصولها إلى أصغر أطفالهما الثلاثة.
في أكتوبر 2023، بدأ بن برودي، وهو خريج جامعي يبلغ من العمر 22 عامًا ومقيم في لوس أنجلوس، دعوى قضائية ضد ماسك للحصول على أكثر من مليون دولار. وزعم أن ماسك عرّفه كذباً على أنه مشارك «في شجار عنيف في الشارع نيابة عن مجموعة متطرفة من النازيين الجدد» بالقرب من بورتلاند، أوريغون. وفقًا لشكوى برودي، روجت إحدى منشورات ماسك في أكس لنظريات المؤامرة القائلة بأن «مشاركة بن برودي المزعومة في المشاجرة المتطرفة تعني أن الحادث ربما كان عملية»علم زائف« لخداع الجمهور الأمريكي». وزعمت الشكوى أيضًا أن اتهامات ماسك أدت إلى تعرض برودي وعائلته للمضايقات والتهديدات.
في أكتوبر 2023، رفعت هيئة الأوراق المالية والبورصات الأمريكية (SEC) دعوى قضائية ضد ماسك، زاعمة أنه كان يرفض الإدلاء بشهادته في تحقيق حول ما إمكانية انتهاكه القانون الفيدرالي من خلال شراء أسهم تويتر في عام 2022. وفقًا للدعوى القضائية، أدلى ماسك بشهادته مرتين في عام 2022، لكنه رفض الإدلاء بشهادته مرة ثالثة في عام 2023، مدعيًا أن هيئة الأوراق المالية والبورصات كانت تضايقه.

## براءات الإختراع
| الإختراع         | رقم الطلب | رقم الإختراع | تاريخ التقدم بالطلب | تاريخ التسجيل | الشركة       |
| ---------------- | --------- | ------------ | ------------------- | ------------- | ------------ |
| مدخل أنبوبة شحن  | 13/549185 | 8579635      | 2012-07-13          | 2013-11-12    | تيسلا موتورز |
| مدخل شحن السيارة | 29/427056 | D724031      | 2012-07-13          | 2015-03-10    | تيسلا موتورز |
| باب سيارة        | 29/412841 | D678154      | 2012-02-08          | 2013-03-19    | تيسلا موتورز |
| سيارة            | 29/412833 | D683268      | 2012-02-08          | 2013-05-28    | تيسلا موتورز |

## الجوائز والتقدير
- في عام 2006، أصبح ماسك عضوا في الأكاديمية الوطنية للهندسة والعلوم الفضائية بالولايات المتحدة الأمريكية. مبتكر مجلة أر & دي في عام 2007 المهتمة بأخبار شركات سبيس إكس، تيسلا موتورز وسولار سيتي.[294]
- جائزة أفضل رجل أعمال لعام 2007 عن أعماله في تيسلا موتورز وسبيس إكس.[295]
- جائزة أفضل تصميم بعد تصميمة مركبة تيسلا رودستر.[296]
- جائزة أفضل تصميم صديق للبيئة في عام 2006 لتصميمة سيارة تيسلا رودستر،[297] والتي قدمها الرئيس الروسي ميخائيل جورباتشوف.[298]
- جائزة جورج لو من المعهد الأمريكي للملاحة الجوية والفضائية لأفضل مساهمة في مجال النقل الفضائي لعام 2008/2007. تم الاعتراف بقدرة ماسك بعد تصميمة لصاروخ فالكون 1، أول صاروخ ذو وقود سائل من القطاع الخاص يصل إلى مدار.[299]
- جائزة الإنجاز الوطني للمحافظة على الحياة البرية لعام 2008 لشركتي تيسلا موتورز وسولار سيتي. بالتقاسم مع الصحفي توماس فريدمان والسناتور الأمريكي باتريك ليهي ومحافظ فلوريدا شارلي كريست.[300]
- جائزة أسبوع الطيران لعام 2008، لأهم إنجاز على مستوى العالم في مجال صناعة المركبات الفضائية.[301]
- جائزة فون براون من الجمعية الوطنية للفضاء لعام 2008/2009، لأهم إنجاز في مجال صناعة المركبات الفضائية. حصل على هذة الجائزة قبل ذلك عالم الفلك والإستاذ الجامعي ستيف سكويرز.[302]
- أفضل مدير تنفيذي على الصعيد العالمي لعام 2010، لدورة في القيادة والابتكار في شركة تيسلا موتورز. ليكون بذلك هو أصغر من تلقى هذه الجائزة.[303]
- تم إدراج ماسك في قائمة التايمز «100 شخص مؤثر في العالم» لعام 2010.[304]
- وسام FAI في عام 2010، الوسام الأعلى في مجال الجو والفضاء، بعد تصميمة أول صاروخ مطور بشكل خاص ينجح في الوصول إلى مدار في الفضاء. حصل على هذا الوسام أيضا نيل أرمسترونج، بيرت روتان من سكاليد كومبوزيت وجون غلين.[305]
- تم اختيار ماسك في قائمة أكثر 75 شخص مؤثر في القرن الحادي والعشرين من قبل مجلة إسكوير.[306]
- في عام 2010، تم الاعتراف بماسك كأسطورة حية للطيران من قبل مؤسسة كيتي هوك بعد نجاحة في صناعة مكوك فضاء جديد خلفا لصاروخ فالكون 9 ومركبة دراجون. حصل على هذة الجائزة من قبل بز ألدرن وريتشارد برانسون.[307]
- في عام 2010، تم انتخاب ماسك في مجلس أمناء معهد كاليفورنيا للتقنية،[308] ولكن لم يعد يحمل هذا المنصب الآن.[309]
- في دراسة استقصائية لمؤسسة الفضاء عام 2010، جاء ماسك في المركز العاشر في قائمة أبطال الفضاء.[310]
- في فبراير 2011، أدرجت مجلة فوربس ماسك في قائمة «أفضل 20 مدير تنفيذي أصغر من 40 عام».[311]
- في يونيو 2011، حصل ماسك على مبلغ 250,000 دولار أمريكي تقديرا لجهودة في مجال صناعة السفن الفضائية.[312]
- في عام 2011، تم تكريم ماسك واعتبارة قائد أسطوري من نادي تشرشل.[313]
- في عام 2012، حصل ماسك على «الميدالية الذهبية» أعلى وسام في الجمعية الملكية للملاحة الجوية.[314]
- حصل ماسك على جائزة من مجلة سميث سوزان في فئة التكنولوجيا.
- في عام 2013، تم اعتبار ماسك هو أفضل مدير تنفيذي في العام من مجلة فورتشن، لدورة في إدارة شركة تيسلا موتورز، سولار سيتي وسبيس إكس.[315]
- في عام 2015، حصل على عضوية IEEE الفخرية.[316]
- يعمل ماسك منذ بداية عام 2015، في مجلس المستشارين لشركة سوشيال كونسيبت.[317]
- في عام 2016، تم اختيار ماسك كثاني شخص مؤثر في عالم صناعة السيارات.[318]
- في يونيو 2016، تم اختيارية من مجلة بيزنيس إنسايدر في قائمتها «أفضل 10 رجال أعمال مبدعين» إلى جانب مارك زوكربيرج وسلمان خان.[319]
- في ديسمبر 2016، حصل ماسك على المركز الحادي والعشرين في قائمة فوربس لأقوى رجال الأعمال.[320]
- في مارس 2017، أدرجت شركة ريتكتوبيا، مقرها المملكة المتحدة، ماسك في المركز الثالث، في قائمة أكثر 200 رجل أعمال مؤثر عالميا.[321][322]

### الدكتوراه الفخرية
- دكتوراه فخرية في التصميم من مركز الفنون في كلية التصميم.[323]
- دكتوراه فخرية في هندسة الطيران والفضاء الجوي من جامعة سري.[324]
- دكتوراه فخرية في الهندسة والتكنولوجيا من جامعة ييل.[325]
- دكتوراه فخرية من جامعة كراكوف.

## في الثقافة العامة
ظهر ماسك في فيلم آيرون مان 2 (عام 2010). قابل فيه توني ستارك «روبرت داوني جونير» في مطعم. كان دوره يقتضي بإجراء حوار قصير مع توني عن فكرة الطائرة الكهربائية.
في عام 2014، ظهر كنجم في حلقة الحديقة الجنوبية هاندي كير "Handicar". ظهر لاحقا كضيف في ثلاث حلقات أخرى من حلقة الحديقة الجنوبية في عام 2016. في هذه المرة قام بتسجيل صوته في الحلقات «للأعضاء فقط»، «غير مضحك»، «نهاية التسلسل كما نعرفها». في فيلم «تسامي» (عام 2014)، ظهر في دور واحد من الجمهور المستمعين لمناقشات عن الذكاء الاصطناعي في مؤتمر تطوير المستقبل.
في نوفمبر 2015، ظهر ماسك في حلقة من مسلسل «نظرية الانفجار العظيم» مؤديا شخصيته الحقيقية كمتطوع في مطبخ للمرق مع هوارد.
في يناير 2015، ظهر كضيف بشخصيته الحقيقة في مسلسل الإنمي الشهير «سيمبسون» في حلقة بعنوان «ماسك الذي وقع على الأرض». حازت الحلقة على إعجاب النقاد والجمهور. كما ظهر ماسك في فيلم وثائقي في عام 2015، يشرح فيه تصميم سيارة تيسلا طراز إس، ظهر أيضا في الفيلم بعض المباني المعرضة للانقراض كمبنى إمباير ستيت ومدينة الفاتيكان.
في عام 2016، ظهر ماسك بشخصيته الحقيقية في الفيلم الرومانسي الكوميدي «لماذا هو؟». تلخص الدور في مقابلته لواحد من الشخصيات الرئيسية، نيد فليمنج والذي أدى دوره براين كرانستون في بار في حفلة.
في عام 2016، تم الاستشهاد بماسك من قبل دكتور مارتين ستين في برنامج ذا سي دبليو السفر عبر الزمن، مسلسل أساطير الغد. خلال السفر إلى الماضي، قابل ستين النسخة صغيرة العمر منه وقدم نفسه كإيلون ماسك، في محاوله منه لإخفاء هويته الحقيقية.
في أكتوبر 2017، تم اختيار وتخليد ذكرى ماسك كبطل أولي على شبكة قنوات سي بي إس في حلقة ستار تريك ديسكفري ففي عام 2256، يحاول كابين جابريل لوركا تحفيز العلماء على سفينته بسؤالهم "كيف تريدون أن يذكركم التاريخ؟ جنبا مع الأخوان رايت، إيلون ماسك وزيفرام كوكراين؟ أم بجانب العلماء الذين فشلوا..؟

## وصلات خارجية
- إيلون ماسك على موقع IMDb (الإنجليزية)
- إيلون ماسك على موقع الموسوعة البريطانية (الإنجليزية)
- إيلون ماسك على موقع روتن توميتوز (الإنجليزية)
- إيلون ماسك على موقع مونزينجر (الألمانية)
- إيلون ماسك على موقع ألو سيني (الفرنسية)
- إيلون ماسك على موقع ميوزك برينز (الإنجليزية)
- إيلون ماسك على موقع أول موفي (الإنجليزية)
- إيلون ماسك على موقع قاعدة بيانات الأفلام السويدية (السويدية)
- إيلون ماسك على موقع إن إن دي بي (الإنجليزية)
- إيلون ماسك على موقع ديسكوغز (الإنجليزية)
- ثروة إيلون ماسك